# Hipólito Yrigoyen
Juan Hipólito del Sagrado Corazón de Jesús Yrigoyen (Buenos Aires, 12 de julio de 1852-Buenos Aires, 3 de julio de 1933), conocido como Hipólito Yrigoyen, fue un político y estadista argentino, dos veces presidente de la Nación Argentina (1916-1922, 1928-1930) y una figura relevante dentro de la Unión Cívica Radical. Fue el primer presidente argentino elegido por medio del sufragio secreto y obligatorio masculino (el voto femenino se utilizó por primera vez en 1951) según la Ley Sáenz Peña de 1912.
Su primer mandato se inició en 1916, con el cual comenzó el período conocido como primeras presidencias radicales, y fue elegido nuevamente en 1928, sin completar su mandato, interrumpido por el golpe de Estado de 1930, el primero de estos movimientos antidemocráticos en Argentina.
Fue sobrino de Leandro N. Alem, líder fundador de la Unión Cívica Radical, a quien admiró, pero también criticó fuertemente. Fue comisario de policía del barrio de Balvanera y participó en la Revolución de 1874, encabezada por Bartolomé Mitre. Ejerció como docente y Domingo Sarmiento lo nombró presidente del Consejo Escolar de Balvanera. Fue elegido diputado provincial en dos ocasiones, para el período 1878 a 1880 y diputado nacional de 1880 a 1882, este último período interrumpido por la federalización de Buenos Aires. Participó en las fallidas revoluciones de 1890 y 1893, contra el régimen roquista. Fue uno de los fundadores de la Unión Cívica en 1890 y la Unión Cívica Radical en 1893, bajo la conducción de Alem. Frente al fraude electoral sostuvo una política de abstención electoral y en 1905 lideró un tercer alzamiento armado que volvió a ser derrotado. En 1910 negoció con el presidente Roque Sáenz Peña la ley de sufragio secreto y obligatorio masculino, bajo cuyas reglas fue elegido presidente de la Nación en 1916.
Su presidencia puso fin a una hegemonía conservadora de más de 40 años. Sancionó reglamentaciones para proteger a los campesinos y creó cajas jubilatorias para empleados públicos. Dictó medidas para que la Argentina controlara sus transportes, yacimientos energéticos y su propia moneda. Reguló las tarifas de los ferrocarriles operados por capitales británicos, a la vez que se creaban líneas férreas estatales. En 1922 fundó Yacimientos Petrolíferos Fiscales (YPF), una empresa estatal destinada a explotar las riquezas petroleras del país. El estallido en 1918 del movimiento estudiantil de Reforma Universitaria fue apoyado por su gobierno, tomando una serie de medidas a favor de los reformistas. Pese a las iniciativas que favorecieron a sectores obreros y medios, su mandato se vio manchado por las mayores masacres obreras en la historia argentina: la Semana Trágica, la Masacre de La Forestal y la Patagonia rebelde, con miles de obreros asesinados por las fuerzas de seguridad a las cuales les impartió la orden de reprimir y grupos parapoliciales de extrema derecha entre cuyos dirigentes había miembros del partido gobernante, contra los cuales el gobierno no tomó medidas para detenerlos. En materia de política internacional, Yrigoyen mantuvo una posición neutral ante la Primera Guerra Mundial y, finalizada ésta, abogó por la igualdad entre naciones vencedoras y vencidas, a la vez que defendía el principio de no intervención. A finales de su primer mandato, comenzaron a desarrollarse las primeras pruebas que terminaron dando origen a la radiofonía argentina, sin embargo Yrigoyen nunca haría uso de este medio de comunicación ni de procesos de grabación de audio para difundir sus actos, tanto de su primer como de su segundo gobierno, por lo que a la fecha, no se conocen registros auditivos de su voz.
Yrigoyen fue cuestionado por integrantes de su propio partido por ejercer un liderazgo «personalista». Fue sucedido en la presidencia por el también radical Marcelo T. de Alvear, durante cuyo mandato se produjo el quiebre de la UCR en dos partidos, agrupando uno a los yrigoyenistas y el otro a los antipersonalistas. La elección presidencial de 1928 se polarizó entre dos partidos radicales: por un lado la Unión Cívica Radical con Yrigoyen a la cabeza y por el otro la Unión Cívica Radical Antipersonalista (una facción más conservadora de la misma) con la candidatura de Leopoldo Melo. Yrigoyen ganó por segunda vez con amplia mayoría en unas elecciones que fueron conocidas como «el plebiscito». Durante su segundo mandato ocurrió el Crack del 29, la crisis financiera mundial más grave hasta ese momento. El gobierno no pudo reaccionar ante la crisis y fue perdiendo apoyo. El 6 de septiembre de 1930 fue derrocado por un golpe de Estado liderado por el general José Félix Uriburu. Poco antes de su derrocamiento, su gobierno estuvo cerca de lograr la nacionalización del petróleo, un hecho que se considera una de las causas del golpe de Estado. 
Tras el golpe, fue despojado de sus riquezas como estanciero, y fue confinado a la isla Martín García, en donde compartió presidio con varios presos políticos. Falleció el 3 de julio de 1933. Su entierro fue una de las manifestaciones espontáneas más masivas y sorpresivas de la historia argentina, dirigido hasta el panteón de los caídos en la Revolución del Parque, que es donde permanece desde entonces. La orientación política del gobierno de Yrigoyen dio lugar a la aparición del «yrigoyenismo» como corriente ideológica dentro del radicalismo argentino. Muchos dirigentes yrigoyenistas posteriormente pasaron a integrar las filas del peronismo en la década de 1940.

## Biografía

### Infancia y juventud

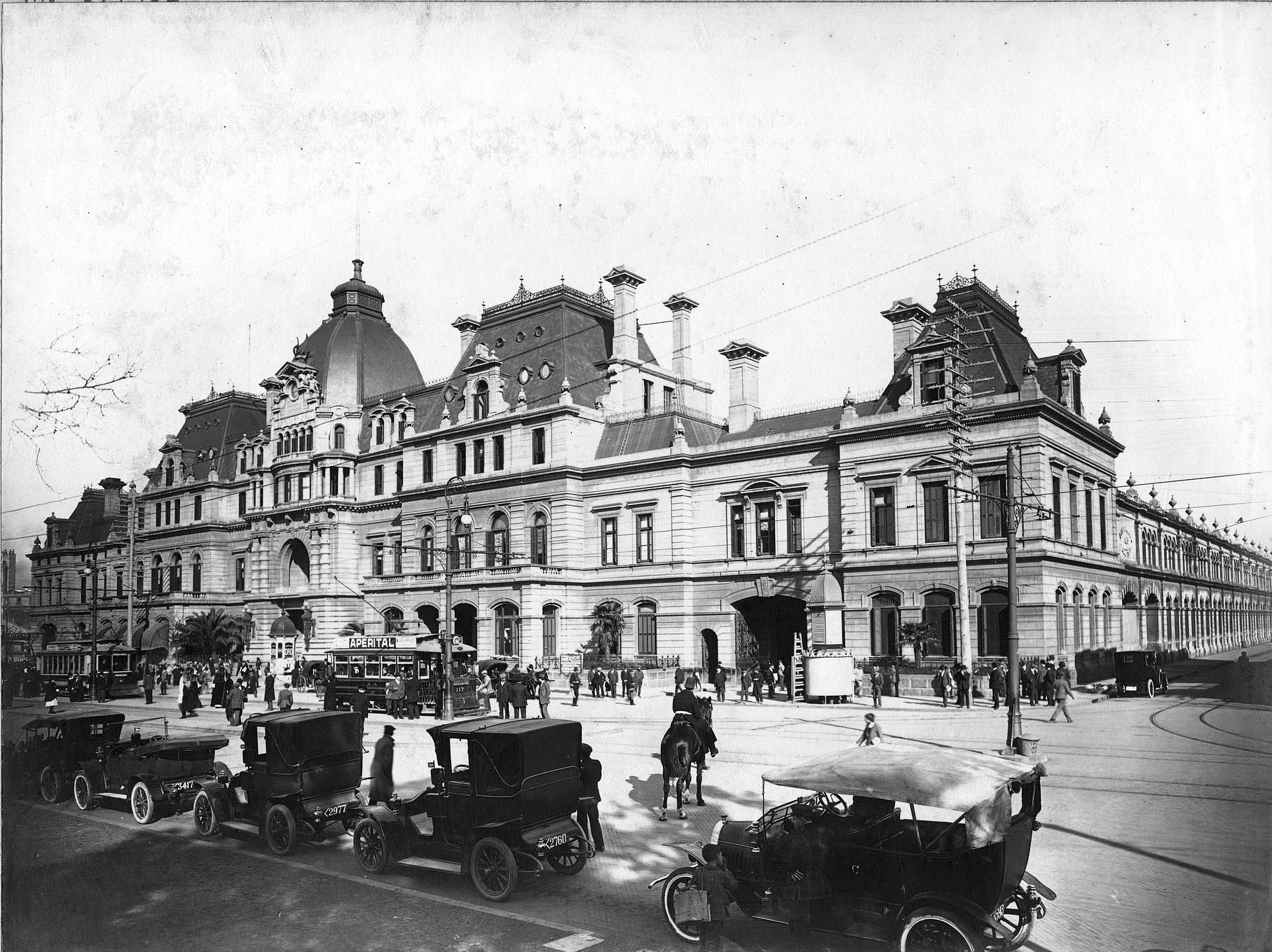
La estación Plaza Constitución en 1920. En la avenida Brasil, muy cerca de esta estación, vivió Yrigoyen hasta su muerte en 1933. Años después su casa fue demolida para construir la Autopista Frondizi.

Juan Hipólito del Sagrado Corazón de Jesús Yrigoyen nació, según su fe de bautismo, el 12 de julio de 1852, pocos meses después de la batalla de Caseros, aunque Félix Luna sostiene que esta fecha puede ser errónea y el día del nacimiento sería el 13 de julio. Fue bautizado cuatro años después, el 19 de octubre de 1856, en la iglesia de Nuestra Señora de la Piedad. Su padre, Martín Yrigoyen Dodagaray, era un inmigrante vasco-francés que se casó en 1847 con Marcelina Alen Ponce, la hija de su patrón Leandro Antonio Alén (padre también de Leandro N. Alem), un mazorquero rosista que sería fusilado y colgado en la Plaza de Mayo.
Durante su infancia, Yrigoyen vivió en una casa del barrio de Balvanera y tuvo cuatro hermanos: Roque, Martín, Amalia y Marcelina. En 1861, a los nueve años, ingresó en el Colegio San José de Buenos Aires manejado por los padres bayoneses, pero siguió sus estudios en el Colegio de la América del Sud, donde su tío Leandro N. Alem era profesor de filosofía. Yrigoyen no fue un alumno destacado entre los demás, aunque demostraba tener una personalidad introspectiva. En un principio tuvo una inclinación por los estudios sacerdotales, pero los dejó al poco tiempo para seguir abogacía. Por algún tiempo Yrigoyen y Alem compartieron el mismo hogar, y este último intentó introducir a su sobrino en la francmasonería.
A los quince años, Yrigoyen interrumpió sus estudios para ayudar a su padre, quien había adquirido una flota de carros para trabajar en el puerto. Trabajó por un corto tiempo en una tienda y también tuvo un empleo en el tranvía. A su corta edad ya había tenido una extensa experiencia laboral, aunque siempre marcada por la dispersión. En 1867 comenzó a trabajar en el estudio jurídico que compartían Leandro Alem y Aristóbulo del Valle.
Según las investigaciones de Roberto Etchepareborda, su apellido original —a diferencia del de Bernardo de Irigoyen— era Hirigoyen, que significa «ciudad de lo alto». En el país vasco-francés la «h» se aspira como en inglés, mientras que en el país vasco-español no se pronuncia, por lo tanto el apellido Hirigoyen probablemente tiene su origen en Francia, mientras que sus variantes Yrigoyen e Irigoyen lo tienen en España. En 1965, tras la investigación de Etchepareborda, la Academia Nacional de la Historia, se pronunció por nombrar a Yrigoyen, con la «y» inicial.
El dirigente radical utilizaba «Yrigoyen» e «Irigoyen» indistintamente. El uso de «Yrigoyen» fue una utilización política de la cuarta década del siglo XX: Gabriel del Mazo, dirigente de FORJA, recomendaba usar el «Yrigoyen» en contraposición del «Irigoyen» que utilizaban los sectores que respondían a Marcelo T. de Alvear.

### Carrera política

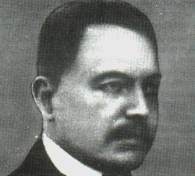
Yrigoyen en 1893.

Cuando terminó el bachillerato en 1869, junto a su tío, Leandro N. Alem, comenzaron su vida política como miembros del Partido Autonomista, conducido por Adolfo Alsina, un partido de base popular enfrentado al Partido Nacionalista de Bartolomé Mitre. En su participación en el Club Electoral reclamó un sufragio libre, división de la propiedad rural y reforma del poder judicial, entre otras medidas.
En 1870 ingresó en la administración pública como escribiente de la Contaduría General en la Oficina de Balances e Información, pero no permaneció por mucho tiempo en esa labor. Dos años después, cuando Alem fue elegido diputado provincial, Yrigoyen, con veinte años, fue nombrado comisario de Balvanera gracias a la influencia de su tío Leandro N. Alem, y se hizo cargo de la seccional 14. Paralelamente siguió con sus estudios de abogacía y en marzo de 1874 terminó el cuarto año, paralelamente, participó en la revolución que se produjo ese mismo año, encabezada por Bartolomé Mitre.
En 1877 Alem, del Valle e Yrigoyen, en disidencia con el acercamiento de Adolfo Alsina al mitrismo, formaron el Partido Republicano, que propuso como candidato al propio Aristóbulo del Valle y sostuvo una actitud de intransigente oposición a los acuerdos entre dirigentes alsinistas y mitristas. El enfrentamiento interno terminó con la expulsión de Yrigoyen de sus funciones policiales en 1877. En 1878, a los 25 años, fue elegido diputado provincial por el Partido Republicano e integró la Comisión de Presupuesto, pero su mandato terminó en 1880 como resultado de la federalización de Buenos Aires. En ese año fue nombrado administrador general de Sellos y Patentes, pero tampoco permaneció mucho tiempo en este empleo. Al federalizarse Buenos Aires y frente a la llegada de Julio A. Roca a la presidencia, Alem renunció a su banca de diputado en protesta por la federalización y abandonó la política, en tanto que Yrigoyen, quien no se opuso a la nueva ley, resultó elegido diputado nacional. Era la primera discrepancia que surgía entre ambos. En 1878 terminó de rendir las materias, pero nunca hizo su tesis. Tres años después se sancionó una ley que permitía obtener el título de abogado sin realizar la tesis, de modo que Yrigoyen tramitó y obtuvo su graduación.

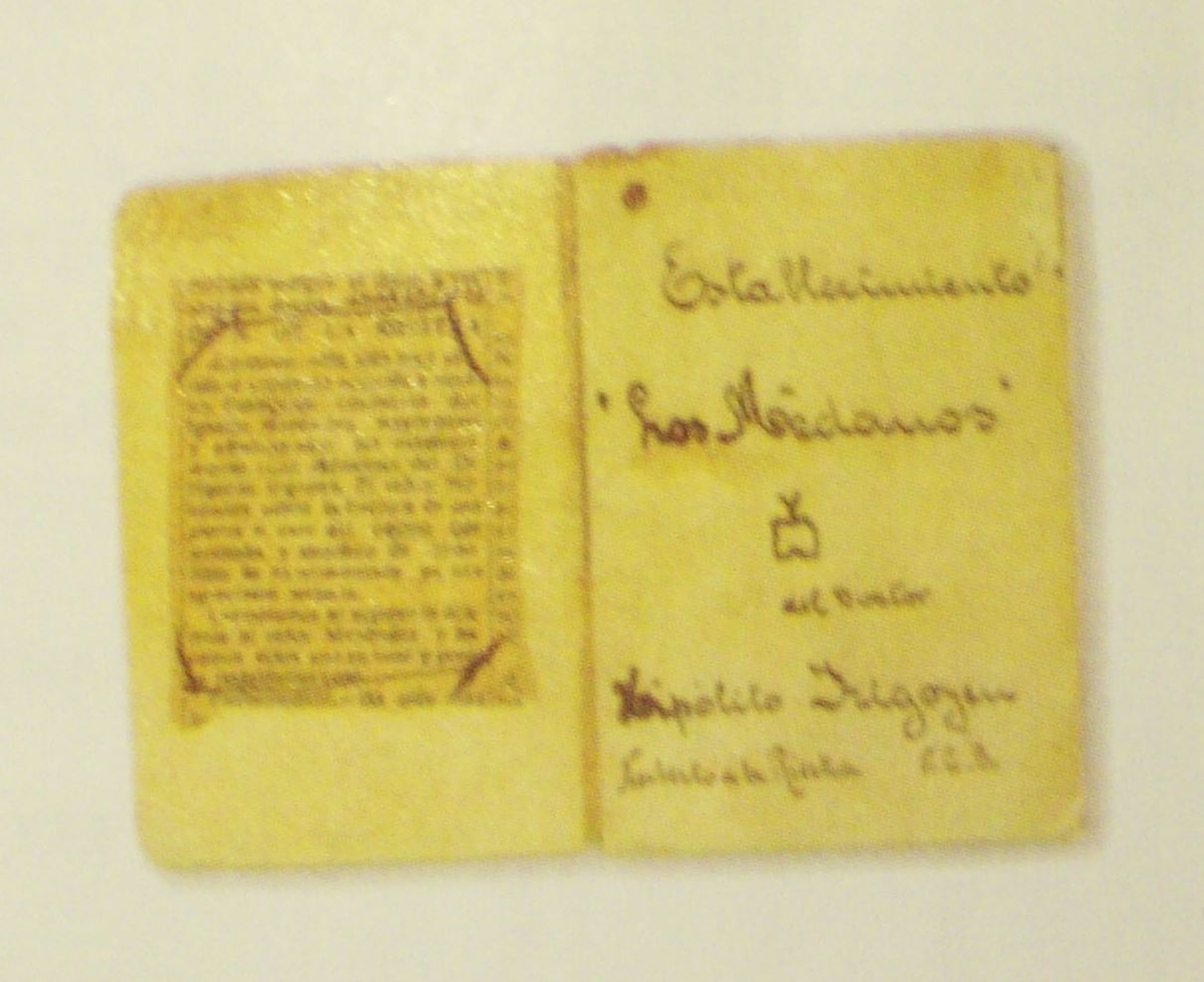
Escrituras del campo Los Médanos perteneciente a Hipólito Yrigoyen.

Comenzó a trabajar como profesor de historia argentina, instrucción cívica y filosofía en 1880, en la Escuela Normal de Maestras N.º 1 de Buenos Aires, no sin antes haber sido designado presidente del Consejo Escolar de Balvanera por Domingo Faustino Sarmiento, entonces presidente del Consejo Nacional de Educación. Dictó esas materias durante cerca de veinticuatro años, hasta que fue expulsado por orden del presidente Manuel Quintana, producto de la revolución de 1905, dirigida por Yrigoyen. Donó su sueldo de 150 pesos para el Hospital de Niños y el Asilo de Niños Desvalidos, pese a que su situación económica no era favorable. Los testimonios de la época critican su método de enseñanza por el cual hacía recaer en sus propios alumnos la responsabilidad de las clases mientras él actuaba como observador y moderador. Décadas más tarde esta didáctica se conocería como: "enseñanza centrada en el alumno". 
En 1882 Yrigoyen había finalizado el cursado de las materias teóricas de la carrera de Abogacía en la Universidad de Buenos Aires restándole solo rendir los prácticos. En esa época, y a través de los krausistas españoles Julián Sanz del Río y Francisco Giner de los Ríos, descubrió los principios filosóficos de Karl Krause, los cuales influyeron  considerablemente en su pensamiento.

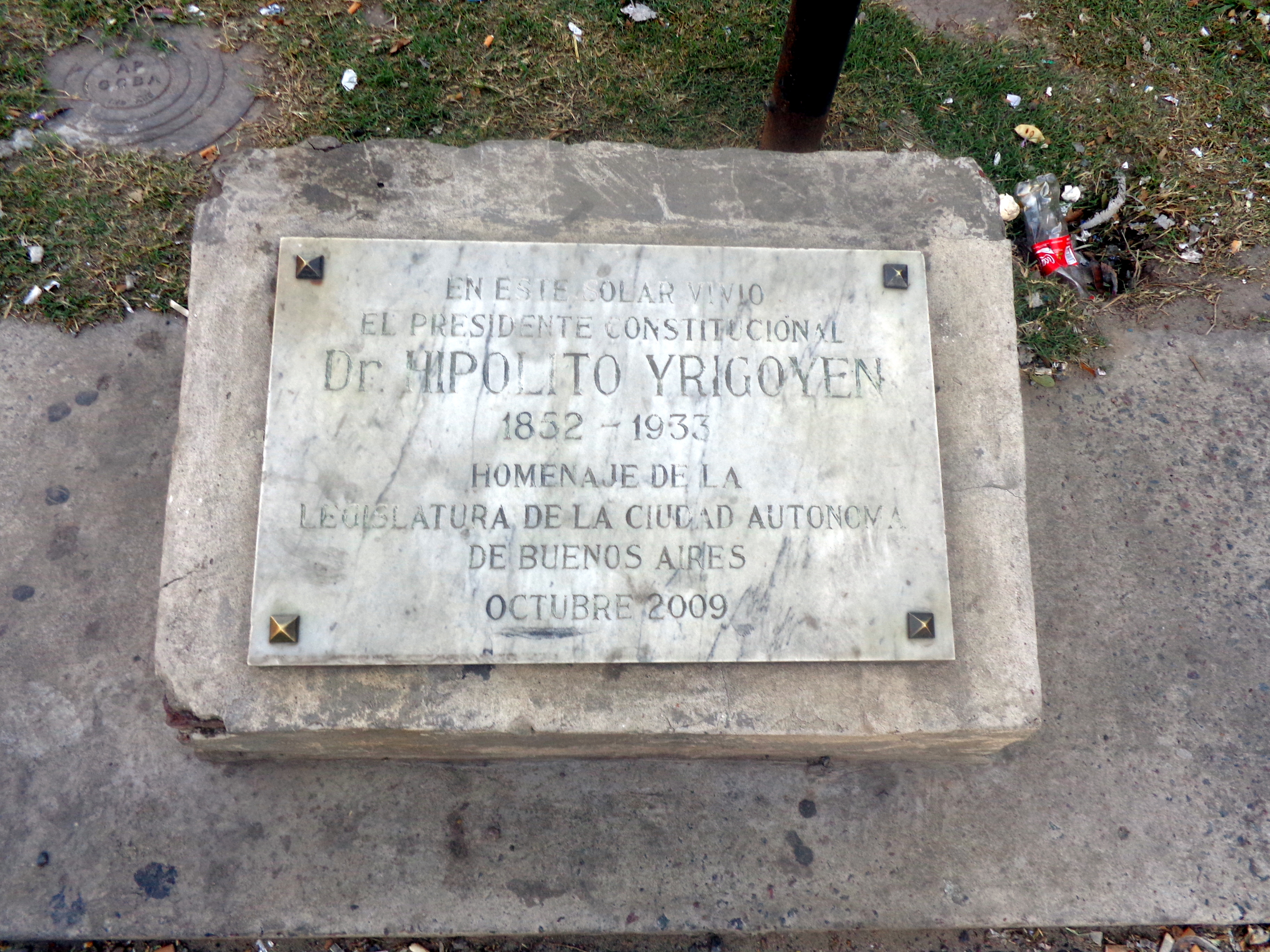
Placa en el solar en el barrio de Constitución, donde estuvo la casa de Yrigoyen.

Durante la década de 1880 Yrigoyen se dedicó  a la actividad agropecuaria, de la cual obtuvo importantes ingresos; compró y arrendó campos en las provincias de Buenos Aires, Córdoba y San Luis, dedicándose al engorde de vacunos para su venta a los frigoríficos. En total sus campos sumaban casi 25 leguas de tierra. Entre otras tierras, fue propietario de la estancia El Trigo, cerca de Las Flores, provincia de Buenos Aires, una de las mejores zonas de pastoreo del país; la Seña en Anchorena, provincia de San Luis y El Quemado cerca de General Alvear, provincia de Buenos Aires, además de arrendar los campos de Santa María y Santa Isabel en el partido de 9 de julio, en Buenos Aires. Gracias a esta experiencia empresarial Yrigoyen tuvo contacto directo con gente de campo, criollos o gringos, y conoció sus problemáticas y sensibilidad. En unos pocos años Yrigoyen pasó de recibir ingresos modestos a poseer una considerable fortuna, la cual destinará a sus proyectos políticos.
Nunca recibió a personas ni amigos en sus estancias. Pasaba el tiempo trabajando en el campo junto a sus peones, y en horas libres solía caminar o leer. Cuando fue una personalidad política más popular, solía recluirse en alguna de sus estancias como forma de descanso. Aconsejó a sus peones que comprasen pequeñas propiedades para solventarse en su vejez. Los trabajadores de las estancias de Yrigoyen recibían sueldos más abultados que los habituales de esa época, y recibían además una participación en las ganancias obtenidas, en función del trabajo y responsabilidad de cada empleado. Era habitual que les regalara prendas y ropa a sus peones y, al regresar de sus viajes a la ciudad, traía también encargos de sus empleados. Yrigoyen juntó una fortuna de varios millones de pesos, que utilizó casi completamente en la actividad política, a tal punto que, al momento de morir, su sucesión dejó un déficit.
La década de 1880 marcó la consolidación de una élite terrateniente y comercial anuda en un equilibrio garantizado por Julio Argentino Roca, primero desde el gobierno y luego desde fuera de éste. El acuerdismo entre distintos sectores dominantes devino en la exclusión de cualquier oposición organizada. En este marco, la oposición se nucleó en un nuevo partido, tras disolverse la Unión Cívica de la Juventud se rearmó en la nueva Unión Cívica conformada en 1890, surgida como un movimiento heterogéneo que tenía como principal ideología el sufragismo y la lucha contra el régimen roquista. Tras el éxito del mitín celebrado en el Jardín Florida el 1 de septiembre de 1889, reunión que ayudó a popularizar entre la juventud porteña a Leandro N. Alem, quien se encontraba retirado de la vida política desde los años 1880, también sirvió como puntapié para organizar la Revolución del Parque.
Yrigoyen dudó en un principio en integrar al movimiento, ya que él sostenía que la lucha no era contra una persona, el presidente Miguel Juárez Celman, sino contra todo un sistema. Pero ante los acontecimientos de la Revolución del 90, se apresuró a incorporarse y rápidamente fue nombrado jefe de la Policía del gobierno provisional, aunque el movimiento sería rápidamente sofocado por el gobierno, y los pactos entre los sectores más conservadores de la Unión Cívica con el gobierno terminaron de hundir al partido en una profunda crisis interna. Así, los pactos con los conservadores llevarían al quiebre de la Unión Cívica, formándose el 26 de junio de 1891 dos nuevos partidos: la Unión Cívica Nacional encabezada por Bartolomé Mitre, partidaria de negociar con el roquismo, y por el otro lado la Unión Cívica Radical encabezada por Alem, partidaria de una oposición radical contra el roquismo. Durante ese año fue ungido como jefe del Comité Radical de la provincia de Buenos Aires. En marzo de 1881 fue nombrado titular de las cátedras de Historia Argentina Instrucción Cívica en la Escuela Normal de Maestras. El ejercicio de tal cátedra a lo largo de cinco lustros lo influyó notablemente, ya que el estudio y la exposición de la historia de su país le brindó una visión global de los problemas de su nación.
En 1889, Yrigoyen se mudó a su propia casa, frente a lo que hoy es la plaza Congreso en la Ciudad de Buenos Aires, en la calle que actualmente lleva su nombre, a la altura del 1600. Poco antes de mudarse, su hermano Roque falleció luego de padecer una larga enfermedad. Este hecho provocó que se encerrase aún más en su mutismo y hubo de sufrir una crisis religiosa. Poco más se sabe de esto debido al carácter reservado de su vida. Durante la enfermedad de su hermano entabló cierta amistad con dos de sus amigos, Carlos Pellegrini y Roque Sáenz Peña, que tendrían mucho que ver con los cambios institucionales que terminaron llevando a Hipólito Yrigoyen a la Presidencia de la Nación.

### La lucha armada

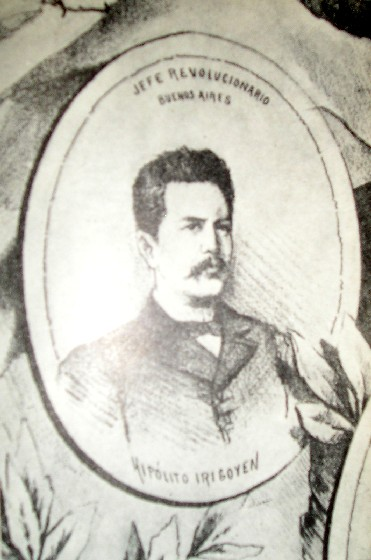
Hipólito Yrigoyen, jefe revolucionario en 1893. Dibujo de Demócrito de Eduardo Sojo, publicado en la revista Don Quijote.

El 10 de abril de 1892 hubo elecciones presidenciales, las cuales llevaron a Luis Sáenz Peña a la presidencia. Una semana antes el presidente Carlos Pellegrini había decretado el estado de sitio y, con la excusa de una conspiración radical, mandó encarcelar a Leandro N. Alem y prácticamente todos los dirigentes radicales fueron apresados por dos meses, a excepción de Yrigoyen. En noviembre de ese año se congregó la Convención Nacional de la Unión Cívica Radical, en la que Alem leyó un informe e Yrigoyen emitió una declaración que llamaba a levantarse en armas contra el régimen. Así la Convención aprobó un manifiesto que calificaba al gobierno como «surgido del fraude y la violencia». Acto seguido, el 17 de noviembre, se sancionó la carta orgánica, primer documento de este tipo en la historia del partido.
En este año comenzaron los sucesivos acontecimientos que derivaron en una nueva revolución radical. El 29 de julio de 1893 el gobierno de San Luis fue depuesto por Juan Sáa, y el 31, tras un día de lucha sangrienta toman Rosario. Mientras tanto, en Buenos Aires, Yrigoyen decidió poner en práctica su plan. Varios dirigentes abandonaron la ciudad para dirigirse al interior de la provincia, cada uno de los cuales tenía asignada una precisa tarea para llevar a cabo la nueva rebelión. Reunió en su estancia «El Trigo» (cerca de Las Flores) a sus amigos y algunos de sus peones, unas sesenta personas en total, y se dirigieron a la comisaría de Las Flores, que tomaron sin resistencia.
Llegó a Temperley el 3 de agosto a horas de la mañana con 1200 hombres y allí instaló el cuartel general de la revolución, dirigido y organizado por Marcelo T. de Alvear. El campamento llegó a albergar 2800 ciudadanos armados, quienes llegaban en columnas que venían de tomar localidades linderas. El 4 de agosto el jefe de la rebelión creó varios batallones para defender su asentamiento en Temperley, cuyas fuerzas ascendían a 4500 hombres subdivididos en dieciocho batallones. Ante esta situación, el gobernador renunció ese mismo día. Dos días después se formó el Comité de la provincia presidido por Yrigoyen, que se reunió en Lomas de Zamora con la presencia de unos sesenta miembros. Domingo Demaría pidió que Yrigoyen fuera el gobernador provisional de la provincia, pero este se negó rotundamente, considerando que él había participado en la revolución para terminar con un gobierno ilegal, no para instaurar otro. Ante la insistencia de sus correligionarios dijo: «Ni a la provisoria, ni a la definitiva».

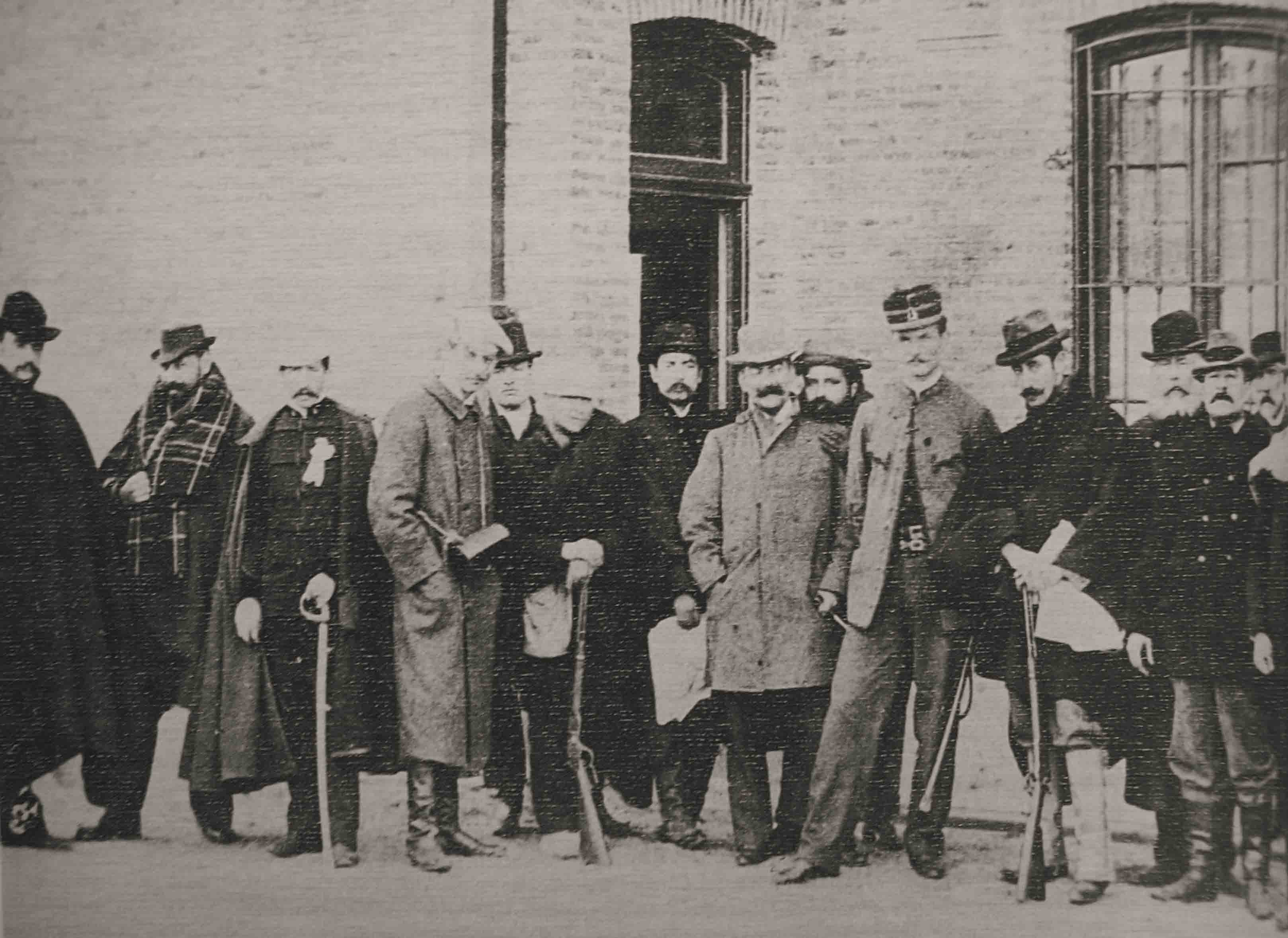
Miembros de la Revolución del Parque (izquierda a derecha): Marcelo T. de Alvear, José Crotto, Enrique Pérez, Luis Basaíl, Tomás Valleé y Mariano de la Riestra. Las revoluciones radicales produjeron profundos cambios políticos para finales de siglo.

Tras una crisis en el ministerio que provocó la renuncia de varios funcionarios, Luis Sáenz Peña el 3 de julio de 1893 llama a Aristóbulo del Valle -quién se había retirado de la vida política tras el fraccionamiento de la Unión Cívica- para reorganizarlo. Del Valle primero intentó invitar al Comité de la UCR a participar del nuevo ministerio, sin éxito alguno. Luego intentó llamar a algunas personalidades radicales para integrar algunos de los ministerios, pero todos rechazaron tajantemente la oferta. Mando un proyecto para desarmar las fuerzas paramilitares que existían en algunas provincias que los gobernadores usaban para retener su poder en las mismas. Además mandó al Congreso una serie de intervenciones a las provincias de Buenos Aires, Santa Fe, y San Luis, las provincias donde el poder era mayormente controlado por la oligarquía. Dada su posición cercana al gobierno, del Valle podría haber dado un golpe de Estado contra el gobierno como Alem le pidió, pero sus convicciones legales le impidieron emprender dicha acción aun cuando ello significara el fracaso de la revolución.
El 8 de agosto una formación ferroviaria partió de Temperley para tomar La Plata. El coronel Martín Yrigoyen (hermano de Hipólito) dirigía a tres mil quinientos civiles que, tras algunas acciones bélicas, desalojaron al gobernador Carlos Costa y tomaron la ciudad de La Plata. A los hombres del coronel Yrigoyen se sumaron los refuerzos comandados por su hermano, y alrededor de 4500 personas desfilaron por las calles de 13 y 44. Martín y Hipólito iban al frente de la tropa revolucionaria, que fue ovacionada por los platenses. Decidieron usar el hipódromo cercano a la estación de tren como campamento. Así terminó la toma de La Plata, que se produjo de forma pacífica. Ese mismo día se reunió en Lomas de Zamora el Comité de la provincia para elegir al gobernador provisional, y resultó designado Juan Carlos Belgrano, quien eligió a Marcelo T. de Alvear para ocupar el Ministerio de Obras Públicas. El gobierno provisional duraría solo nueve días. Cuando el gobierno nacional mandó tropas para intervenir, Belgrano no opuso resistencia y entregó el poder al interventor Eduardo Olivera.
El gobierno nacional designó a Manuel Quintana ministro del Interior, y este mandó un poderoso cuerpo bélico con el fin de desbaratar la revolución. El 25 de agosto el Comité de la provincia emitió un manifiesto en el que deponía las armas. Alem insistió en ordenar un nuevo levantamiento en todo el país, pero Yrigoyen se negó ya que pensaba que Quintana usaría cualquier medio para ahogar la revolución. Y aquí es donde comienza a mermar la relación entre ambos dirigentes. Para octubre la revolución había sido totalmente derrotada. Un emisario le avisó a Yrigoyen que lo iban apresar y, cuando abandonaba su casa a horas de la madrugada, lo detuvo una comisión policial. Así fue apresado por primera vez en su vida. Lo trasladaron a un antiguo buque de guerra y después a un pontón algo inundado donde había varios radicales presos, allí sufre mareos por las malas condiciones higiénicas. Al poco tiempo deportaron a los presos a Montevideo, ciudad donde permaneció hasta diciembre y que sería la única tierra extranjera que conoció en toda su vida, y volvería a la misma muchos años después cuando sería derrocado.

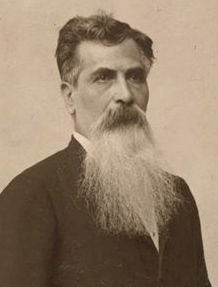
Leandro N. Alem era el tío de Yrigoyen, y fue el modelo que siguió. En 1896, tras el suicidio de su tío, comenzaría a adoptar su característica personalidad reservada.

Fue en vísperas de esta revolución cuando Yrigoyen conoció a Alvear, más precisamente cuando se estaba buscando un jefe de policía para la ciudad de Buenos Aires. Aristóbulo del Valle propuso a un pariente de Alem, que había sido comisario. Así entró en contacto con Alvear y otras personalidades del civismo como Le Breton, Apellániz y Senillosa. Alvear e Yrigoyen se siguieron viendo en el Café de París y en reuniones de comités. Siempre conservaría un especial aprecio por Alvear, inclusive en los últimos años de vida del caudillo, cuando años atrás ambos dirigentes radicales estaban enfrentados.
Como hecho anecdótico entre ambos dirigentes, se puede mencionar que en 1897 Lisandro de la Torre retó a un duelo de esgrima a Yrigoyen. Alvear tuvo unos pocos días para enseñarle algunos aspectos básicos de esgrima a su amigo, puesto que este desconocía esa disciplina mientras que de la Torre era un experto. El duelo se produjo el día 6 de septiembre e Yrigoyen le produjo varios cortes en la cara a de la Torre y salió victorioso. Durante su presidencia siguió practicando esgrima, un pasatiempo que no abandonaría ni siendo septuagenario. Precisamente en 1897 ingresó al Jockey Club y estuvo allí algunas veces, pero a partir de 1900 no volvió a pisar la institución, pero siguió siendo socio hasta su muerte.
El 1 de julio de 1896 Leandro Alem se suicidó en plena calle. Aristóbulo del Valle había fallecido prematuramente en enero del citado año, por lo que la jefatura del partido recayó aún más en Yrigoyen. Pero, durante la noche del velatorio de Alem, anunció que la pérdida era demasiado grave para poder pensar en nuevos proyectos, y pidió a los presentes volver a sus provincias de origen hasta nuevo aviso.
Cuando la Convención Nacional de la UCR sancionó el 6 de septiembre de 1897 la llamada política de las paralelas para concurrir a elecciones junto con los mitristas, tras una reunión del comité provincial de la UCR el 29 de septiembre en casa de Alvear se votó por la disolución de dicho organismo para así desbaratar la estrategia de los bernardistas. Desde entonces, el radicalismo entraría en un estado de desorganización hasta la reorganización partidaria de 1904.
Se manifestó en profundo desacuerdo con el pacto con el mitrismo que imponía el presidente del Comité Nacional, Bernardo de Irigoyen, como táctica para enfrentar a Julio Argentino Roca, cuando este se encaminaba a su segunda presidencia en 1898.

### Revolución de 1905
Se habían señalado los primeros días de febrero de 1905 para el comienzo de la nueva revolución radical, y a finales de enero los delegados partieron a sus destinos para comenzar la revuelta. Pero tanto el Gobierno como la policía sospechaban que existían planes conspirativos, por lo que allanaron varios edificios y, cuando los civiles acudieron a buscar armas, acabaron detenidos por la policía. Alertados, el general Smith se dirigió solo al arsenal de guerra e ingresó por el regimiento de 10° de infantería, rápidamente se hizo cargo de la unidad, fortificándola con ametralladoras ante la posible amenaza revolucionaria. Treinta y cinco personas desarmadas entraron a las 4 de la mañana al cuartel, cuando preguntaron por Martín Yrigoyen fueron detenidos. El fracaso de la toma del arsenal arruinó todo intento revolucionario, ya que allí iban a ir los civiles a proveerse de armas. Aun así la revolución siguió su curso: unos 70 edificios fueron tomados para convertirlos en cantones, algunos resistieron muchos ataques, al punto que, por ejemplo, el de Bolívar y Brasil se rindió únicamente cuando fue amenazada con cañones.
A las 3:45 el presidente Manuel Quintana llegó a la Casa de Gobierno para convocar con suma urgencia al gabinete, se declaró el estado de sitio en todo el país. Mientras que había sublevaciones en Bahía Blanca, Mendoza, Córdoba y Rosario, la capital estaba siendo controlada con éxito por el gobierno. En el interior la revolución había tenido éxito: en Mendoza la guarnición, el 1° de artillería, el 1° de caballería y el depósito del 2° de cazadores dieron armas a los grupos civiles. Fue en la Casa de Gobierno donde se produjo el combate más fuerte, ya que los militares que defendían al gobernador resistieron bajo un espeso tiroteo en el edificio hasta entrando al mediodía. Cuando el gobernador depuso las armas, luego de ser amenazado con los cañones de la 1° artillería, José Néstor Lencinas jefe de la Junta Revolucionaria se hizo cargo del gobierno provisorio. En Córdoba el 8° de Infantería había atacado al Departamento de Policía, tras un ataque recio se logró instaurar un gobierno provisorio. En la provincia habían sido detenidos por Delfor Del Valle -por encargo especial de la Junta- el vicepresidente José Figueroa Alcorta, el hijo de Roca y varios dirigentes del gobierno que casualmente estaban en Córdoba. Del Valle intentó capturar a Roca, pero este logró escapar a Santiago del Estero. En La Plata hubo una seguidilla de movimientos sospechosos, pero no llegó a estallar la revolución. Varios dirigentes escaparon a Chile o Uruguay, pero algunos como Del Valle fueron capturados cuando intentaban salir del país, otros se entregaron. Los presos civiles fueron confinados en un transporte de la armada llamado Santa Cruz, totalizando unos setenta presos hacinados y mal alimentados. Como medio de distracción los detenidos confeccionaron dos periódicos: El prisionero y Don Hipólito. El 5 de marzo el Poder Ejecutivo extendió el estado de sitio por setenta días más, los presos militares fueron rápidamente juzgados con penas de hasta ocho años de prisión, y el 2 de mayo fueron llevados al transporte Patria rumbo a Ushuaia.
Yrigoyen se había mantenido en el anonimato durante las últimas semanas de la sublevación. Se anunció que a fines de febrero se presentaría en el Juzgado Federal. El 28 de febrero una gran multitud lo esperó en el lugar, bajo una gran presencia policial, pero no apareció, y el Gobierno lo terminó exonerando por "razones de mejor servicio". Yrigoyen auxilió económicamente a los exiliados gracias al loteo y venta de sus estancias. Unos meses después de terminada la revolución apareció una asociación cívica llamada "Asociación de Mayo" que inició un movimiento pro-amnistía que tuvo el apoyo del Partido Nacional de Uruguay. Yrigoyen inició gestiones para que las personas apresadas fueran liberadas, pero se chocó con la inflexibilidad de Quintana. Pero en marzo de 1906 murió Quintana y asumió la presidencia José Figueroa Alcorta perteneciente a la corriente modernista del PAN, quien promulgó una ley de amnistía, propuesta entre otros por el expresidente Carlos Pellegrini. Yrigoyen se entrevistó entonces con el presidente Figueroa Alcorta en 1907 y 1908 para instarlo a promover comicios limpios, pero con poco éxito. Yrigoyen reveló estas conversaciones en la Convención de 1909.
Para las elecciones presidenciales de 1910 el Partido Autonomista Nacional eligió como candidato para presidente al líder del corriente modernista, Roque Sáenz Peña. Sáenz Peña era partidario de establecer un régimen electoral que impidiera el fraude, y no solo era amigo de Yrigoyen, sino que, treinta años atrás, ambos habían sido parte del grupo que fundó el fugaz Partido Republicano.

### Camino a la reforma electoral
El inicio del cambio político largamente postergado se produjo con la llegada a la presidencia de Roque Sáenz Peña, un opositor interno del Partido Autonomista Nacional. Este centró toda su gestión gubernamental en sancionar una ley para garantizar elecciones secretas, universales y obligatorias para todos los ciudadanos. Tras superar la resistencia de los conservadores más contrarios al ejercicio de la democracia plena, su proyecto se convirtió en la llamada ley Sáenz Peña. El problema del sufragio se atendió con tres leyes, la n.º 4161 del 29 de diciembre de 1902, que posibilitó al Partido Socialista su primera representación; la n.º 4578 del 24 de julio de 1905, destinada a calmar la revolución de ese año, y la famosa Ley Sáenz Peña (n.º 8871), promulgada el 10 de febrero de 1912. Si bien esto era predecible, es destacable la actitud del presidente Roque Sáenz Peña, que atendió las demandas populares aun sabiendo que ello afectaba gravemente a la hegemonía conservadora. Sin embargo, cabe destacar que la nueva ley solo alcanzaba a las elecciones para cargos nacionales, es decir, para presidente y vicepresidente, diputados nacionales y senadores nacionales por la Capital Federal. Las demás elecciones seguían celebrándose según las leyes provinciales. No obstante, en 1912 se produjo la intervención federal a la provincia de Santa Fe, y el interventor organizó las elecciones para gobernador y legisladores de acuerdo con la nueva reforma electoral. La UCR decidió participar y logró la victoria. Llevó así a la gobernación a Manuel Menchaca, primer gobernador elegido por la ley de elecciones secretas.

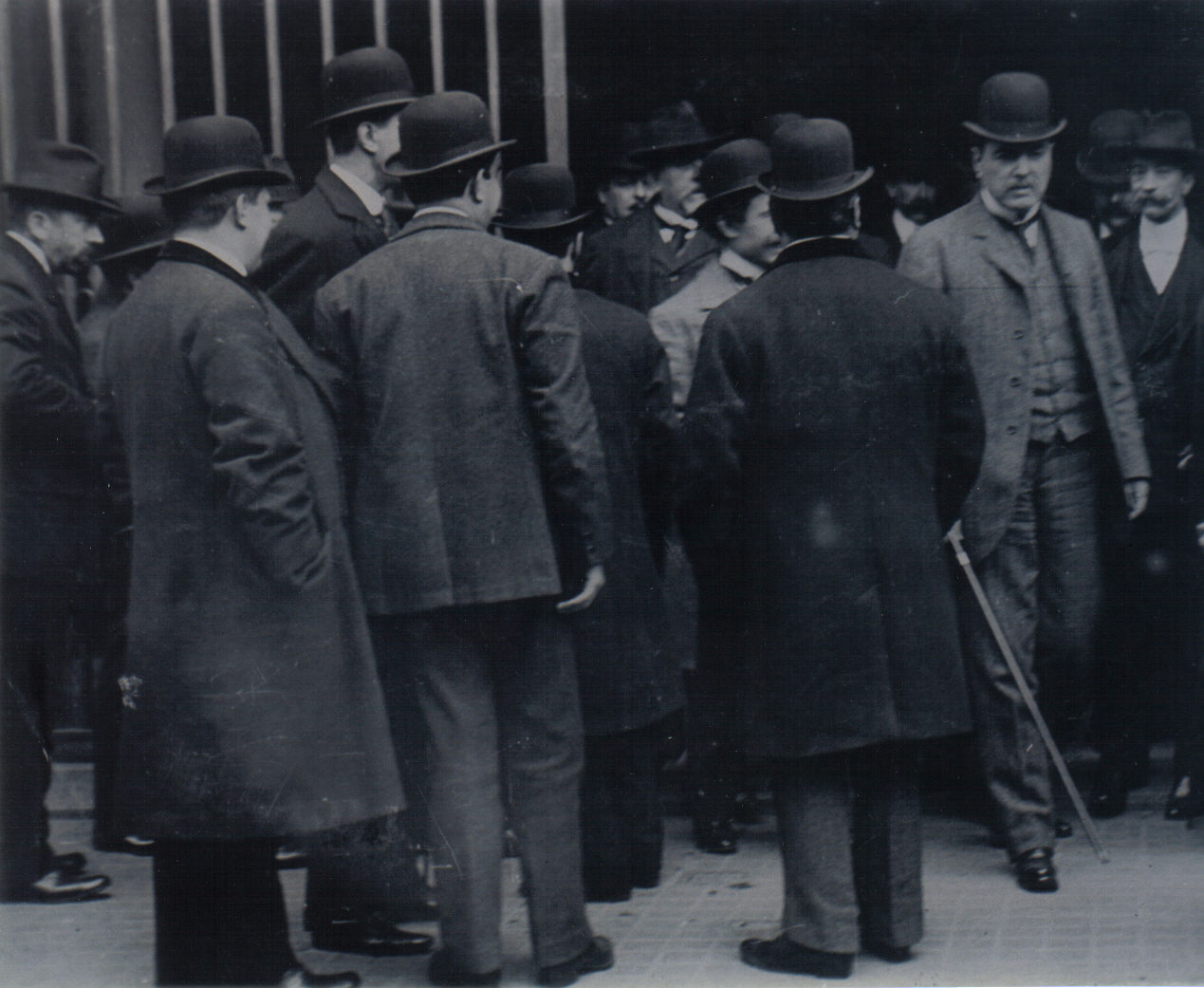
Una de las primeras fotografías tomadas a Yrigoyen en público. Saliendo de una Convención de la UCR en el Salón Príncipe Jorge de la ciudad de Buenos Aires, en 1909.

A comienzos de marzo de 1916 se reunió el Comité Nacional de la Unión Cívica Radical a fin de convocar una Convención, que tuvo lugar el 20 de marzo en la Casa Suiza con una asistencia de 138 delegados. Terminó la sesión con la designación de una comisión integrada por los delegados Vicente Gallo, José Camilo Crotto, Pelagio Luna, José Saravia e Isaías Amado. Paralelamente se nombró otra comisión, integrada por Eudoro Vargas Gómez, Crotto, Luna y Marcelo T. de Alvear, para que entrevistaran al presidente Victorino de La Plaza con el objetivo de exigirle un acto electoral limpio y libre. Al día siguiente, mientras la primera comisión estaba debatiendo sobre poner en vigencia la Constitución tras años de desquicio institucional, la comisión que fue a entrevistar a De la Plaza no volvió con noticias alentadoras. Este hecho terminó dividiendo las opiniones dentro del cuerpo de delegados, por lo que se levantó la sesión para continuarla el 22 de marzo en el Teatro Onrubia, donde además debían elegirse los candidatos a presidente y vicepresidente.
Desde las ocho de la mañana el teatro estaba colmado de gente y reinaba el nerviosismo porque, pese a que se sabía que Yrigoyen ganaría por apoyo unánime, los delegados sabían que este renunciaría a la candidatura. Al respecto de la vicepresidencia, hubo exigencias por parte del grupo «azul» para integrar parte del binomio, y finalmente se designó al riojano Pelagio Luna candidato a la vicepresidencia. A las 10.30 de la mañana comenzó la votación; Yrigoyen obtuvo ciento cincuenta votos, dos Leopoldo Melo, y Alvear, Crotto y Gallo uno cada uno. Crotto rechazó el voto que le habían dado, ratificando que solo Yrigoyen podía ser el candidato indicado. Luego se procedió a la elección del candidato a la vicepresidencia, y fue elegido Luna con 81 votos contra 59 de Gallo, mientras que Joaquín Castellanos y Melo obtuvieron uno cada uno. Se pasó a un cuarto intermedio para esperar la aceptación de las candidaturas y, entre tanto, una manifestación se congregó en la casa de Yrigoyen, pero no había signos de que hubiera nadie dentro. Yrigoyen había ido a recibir a la Mesa Directiva de la Convención en el estudio jurídico del doctor Crotto en avenida de Mayo, y allí manifestó su propósito de renunciar a su candidatura. Crotto propuso entonces formar una comisión que entrevistara a Yrigoyen a fin de convencerlo para que aceptara la candidatura. Los delegados designados Guido y Oyhanarte se dirigieron, pues, a la residencia de Brasil 1039 y le comunicaron a Yrigoyen que, de renunciar a tal candidatura, se daría por terminada la lucha. Horacio Oyhanarte, presente durante ese episodio relata que:

En aquel breve intervalo de tiempo, todas las frentes palidecieron, y sobre los corazones abroquelados transmigró como una peregrinación de luces y de sombras, toda nuestra historia...

Se estaba allí, en el cuarto pequeño como una trastienda, como en el rancho de Tucumán; como en el vetusto Cabildo colonial, como en el ágora de Paraná; se estaba allí resolviendo los destinos futuros de la República. Y cuando sobre la emoción de todos los espíritus, que se abrillantaban húmedos en los párpados, resonó la frase que ha de quedar y que fue el anticipo seguro de triunfa: 'hagan de mí lo que quieran', los lindes de dos épocas acababan de demarcarse, la magna contienda estaba decidida, y la bandera sagrada, izaba por el brazo del más fuerte, envalentonaba todos los pechos y en su tremolación augusta era serenidad sobre las tumbas fraternas.
Horacio Oyhanarte.

A las siete y media de la tarde el caudillo aceptó. La noticia produjo una congregación frente a la casa de Brasil 1039.

### Elecciones presidenciales de 1916

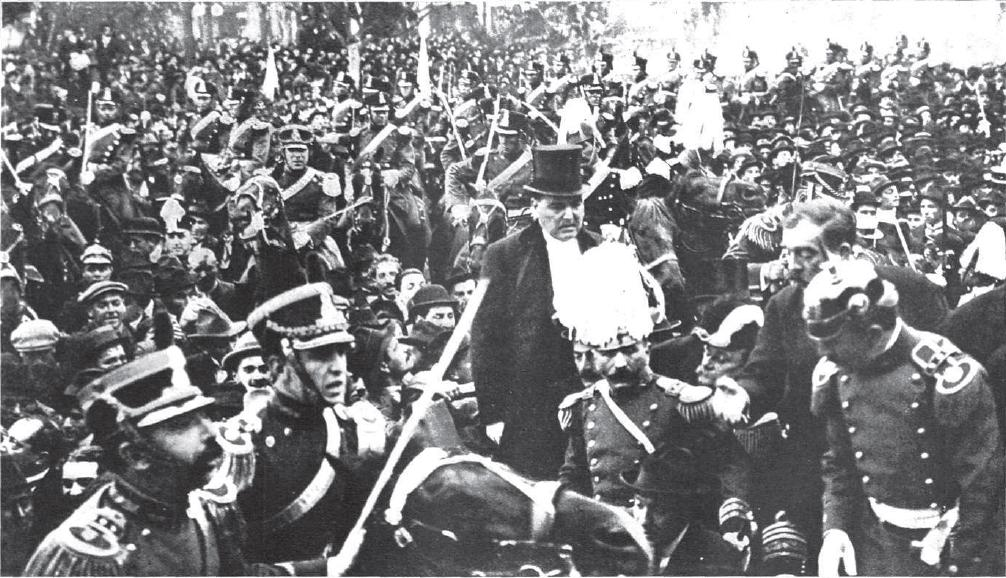
El presidente Hipólito Yrigoyen en coche presidencial, recorre la avenida de Mayo durante su asunción.

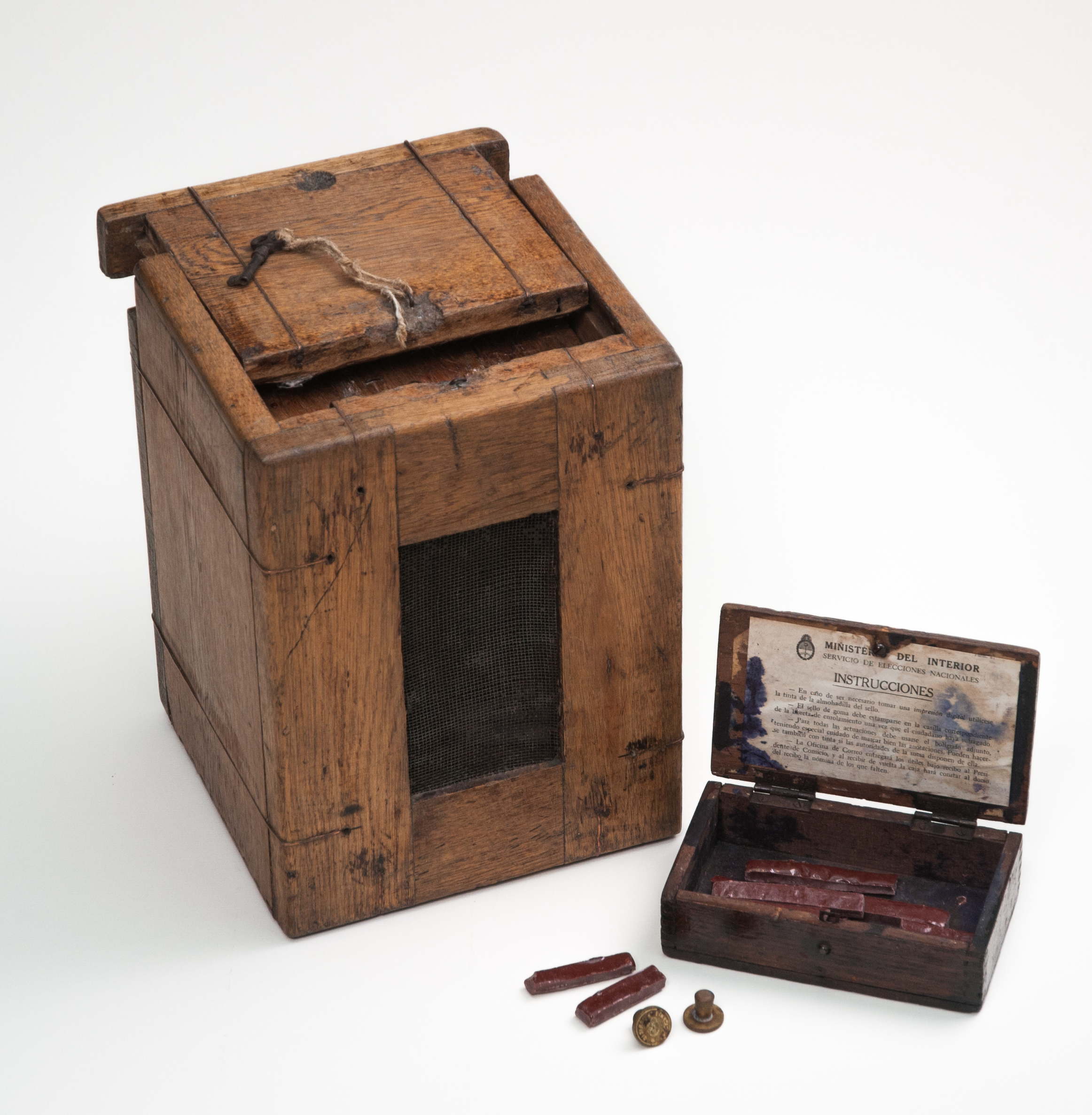
Primera urna electoral empleada en las elecciones de 1916, expuesta en el Museo del Bicentenario.

Las elecciones presidenciales del 2 de abril de 1916 fueron las primeras en la historia argentina en adoptar la ley Sáenz Peña, que garantizaba el voto secreto y obligatorio para varones, razón por la cual se considera el primer gobierno democrático de la historia argentina, con la aclaración de que el primer gobierno plenamente democrático fue la segunda presidencia de Juan Domingo Perón en 1951, cuando las mujeres pudieron ejercer su derecho a votar y ser votadas.
Los primeros efectos de la ley fueron sorpresivos para los reformistas: radicales, socialistas y liguistas se impusieron en casi toda la franja moderna del país con la sola excepción de la provincia de Buenos Aires, controlada férreamente por el aparato político tradicional. Los partidos provinciales nucleados que controlaban el antiguo régimen fracasaron en su intento de armar una fuerza política conservadora moderna. De momento la nueva norma no introdujo cambios espectaculares, ni en la participación electoral, ni en las campañas o debates, mientras que las nuevas prácticas electorales coexistían con viejas normas. El resultado electoral fue ambiguo pues la composición del Colegio Electoral no arrojó un ganador indiscutible al reunirse en 1916. El historiador Luis Alberto Romero señala que algo había cambiado verdaderamente cuando "unas 100.000 personas acompañaron al nuevo presidente en su trayecto del Congreso a la Casa de Gobierno. Los opositores se escandalizaron por la presencia de la 'chusma de alpargatas', un prejuicio, ciertamente, pero que testimoniaba el comienzo de una nueva época de la democracia".
La fórmula Hipólito Yrigoyen-Pelagio Luna se impuso superando a la fórmula del Partido Conservador (Ángel Rojas-Juan Eugenio Serú) con 339 332 votos contra 153 406 del Partido Conservador. Además ganó en el colegio electoral con 152 votos. Después de prestar juramento ante la Asamblea Legislativa, el nuevo presidente fue, literalmente, llevado por un alud de personas hasta la Casa Rosada, sin ningún tipo de custodia personal. Cuando faltaban trece electores para homologar el triunfo del radicalismo, los conservadores fueron a Santa Fe para intentar persuadir a los votantes que estaban enemistados con la autoridad partidaria. Al ser consultado por este hecho Yrigoyen dijo la famosa frase: «Que se pierdan mil gobiernos antes que vulnerar nuestros principios». El Congreso estaba compuesto por 45 radicales y 70 opositores en la Cámara de Diputados, mientras que en la de Senadores solo había 4 radicales y 26 opositores. Un total de once provincias seguían siendo representados por miembros del anterior régimen.
El embajador de España en la Argentina asistió en representación de su país y escribió para el diario La Época las siguientes líneas:

En mi carrera diplomática he asistido a celebraciones famosas en diferentes cortes europeas; he presenciado la ascensión de un presidente en Francia y de un rey de Inglaterra; he visto muchos espectáculos populares extraordinarios por su número y su entusiasmo. Pero no recuerdo nada comparable a esa escena magistral de un mandatario que se entrega en brazos de su pueblo, conducido entre los vaivenes de la muchedumbre electrizada, al alto sitial de la primera magistratura de su patria (...). Pero todo ello había de ser pálido ante la realidad de la plaza inmensa, del océano humano enloquecido de alegría; del hombre presidente entregado en cuerpo y alma a las expresiones de su pueblo, sin guardias, sin ejército, sin polizontes.

Yrigoyen había sugerido en su momento al presidente Figueroa Alcorta la intervención de catorce estados federales donde aún radicaba el fraude, práctica aún vigente tras la creación de la Liga de Gobernadores, de la que fueron sus principales mentores Miguel Juárez Celman y Julio Argentino Roca. Las intervenciones federales, llamadas de «higiene cívica», se llevaron a cabo despaciosamente por decretos del poder ejecutivo en épocas de receso legislativo. A excepción de las provincias gobernadas por radicales, que habían obtenido el poder por vía legítima, las demás fueron intervenidas. La intervención tenía por objetivo llamar a elecciones legales y fuera cual fuese el resultado el triunfador obtendría la gobernación. En muchos distritos el radicalismo triunfó; no obstante, en provincias como Corrientes y San Luis los conservadores se impusieron, y en esos casos se respetó la decisión popular. Tampoco se habían intervenido las provincias de Santa Fe, Buenos Aires y Jujuy.
El triunfo electoral significó que, por primera vez, un amplio sector social excluido hasta entonces de los puestos públicos de dirección llegaba a la conducción de diferentes ámbitos estatales. Se trataba de sectores medios, sin grandes recursos económicos, ni conexiones con las clases altas. La presencia de funcionarios «sin apellido» fue uno de los temas preferidos para bromas por parte de la prensa conservadora. Durante los primeros años de su gobierno, Yrigoyen se manejó por medio de decretos, puesto que muchas de las iniciativas que enviaba al Congreso no prosperaban por la mayoría conservadora aún imperante. Solo tras las elecciones legislativas de 1918 el radicalismo obtuvo la mayoría en la cámara baja.
Durante el primer gobierno de Yrigoyen, el radicalismo estuvo en minoría en el Congreso: en la Cámara de Diputados 101 miembros eran radicales y 129 opositores, mientras que en el Senado de 58 miembros solo 2 eran radicales. Aún en minoría, Yrigoyen mantuvo una actitud poco proclive al diálogo y la negociación, no solo con los partidos tradicionales conservadores que controlaban el Senado, sino también con los nuevos partidos populares que adquirieron protagonismo a partir del voto secreto: el Partido Socialista y del Partido Demócrata Progresista. Concebía al radicalismo como una "religión redentora" para "la liberación argentina", no se veía como un jefe sino como un "apóstol" y pensaba que la Unión Cívica Radical no era un partido más sino "la patria misma":

Yo he orientado a todos, y nadie, me guió a mí, en ningún momento ni en ninguna circunstancia. Por eso pude dar a la U.C. Radical, es decir, a la patria misma, un espíritu y una enérgica conducta y la orientación segura de su camino.
Hipólito Yrigoyen, Mi vida y mi doctrina.

### Elecciones legislativas de 1918 y 1920
En las elecciones legislativas celebradas en 1918 la UCR obtuvo 367.263 votos, mientras que en las acontecidas en 1920 el total de sufragios fue de 338.723. Pese a que la UCR ganó un considerable número de bancas en la legislatura nacional, la lentitud constitucional para la renovación de la cámara alta impidió que ella representara lo que el electorado había elegido. El fallecimiento de Pelagio Luna en junio de 1919 que ejercía una notable influencia en el cuerpo y el hecho que varios senadores radicales no estuvieron dentro de la línea del gobierno, fueron algunos factores que hicieron que varias iniciativas del gobierno quedaran detenidas en la  cámara de senadores.

## Primera presidencia (1916-1922)

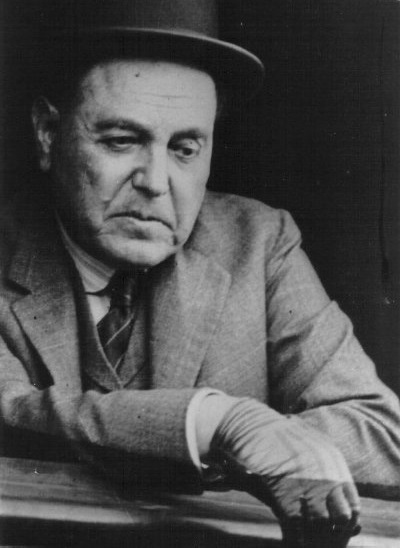
Yrigoyen en la ventanilla del ferrocarril (viaje a Santa Fe durante la campaña electoral de 1926).

Fue el primer presidente en mantener una línea nacionalista, convencido de que el país tenía que manejar su propia moneda, su crédito, y, sobre todo, el control de sus transportes, de sus redes de energía, y de la explotación petrolera. Para ello proyectó un Banco Central estatal, para así nacionalizar el comercio exterior, manejado por las exportadoras de cereales, fundó YPF y dictó controles a las concesiones de empresas extranjeras que manejaban los ferrocarriles. El historiador del radicalismo Gabriel del Mazo dice que el gobierno de Yrigoyen se caracterizó por su «Plan de Tierra y Petróleo». Además de la defensa del patrimonio nacional, Yrigoyen procuró contener el expansionismo de los grandes grupos económicos extranjeros que actuaban en el país. Frente a la agresiva política intervencionista de Estados Unidos en América Latina, defendió el principio de la no intervención, llegando a ordenar en un caso que los barcos de guerra argentinos saludaran al pabellón de la República Dominicana y no al de Estados Unidos, que habían izado el suyo en la isla en el marco de la invasión de 1916.
El impulso inicial de la conquista de los derechos democráticos se vio frenado, ya que la UCR no controlaba el Senado ni la gobernación de muchas de las provincias. Yrigoyen recurrió en varios casos a la intervención federal, lo cual ahondó el enfrentamiento con los sectores conservadores. Durante su primera presidencia se produjeron veinte intervenciones a provincias; solo cinco lo fueron por ley, y diez intervenciones fueron a provincias gobernadas por radicales. El gobierno argumentaba que aquellas provincias cuyo gobierno había sido elegido por medio de elecciones anteriores a la reforma electoral de Sáenz Peña tenían una gobernación ilegítima.

### Política económica
La expansión económica que experimentó la Argentina durante el periodo conocido como república radical (1916-1930), con una expansión promedio anual del 8,1 %, sigue siendo hasta hoy en día uno de los ciclos de mayor crecimiento económico en la historia argentina. Sin embargo, Yrigoyen debió enfrentar en la Argentina los problemas derivados de la Primera Guerra Mundial. Su política fue mantener la neutralidad, que implicaba en términos económicos continuar con el abastecimiento de los aliados, clientes tradicionales. Las naciones en guerra demandaban alimentos baratos, como algunos artículos industriales tales como frazadas y carne enlatada, cuyas exportaciones se triplicaron durante el periodo 1914 a 1920. Se estancaron, en cambio, las exportaciones de maíz y carne refrigerada (de mejor calidad que la enlatada). A su vez se frenaron las importaciones de manufacturas industriales que antes se producían en Europa, ya que los países participantes de la contienda centraron sus recursos en la industria bélica. Este hecho hizo que empezaran a surgir industrias para producir aquellos productos que antes se importaban. Entre 1914 y 1921 creció el comercio con Estados Unidos, ya que Inglaterra y los demás países europeos no tenían nada que ofrecer a la Argentina.
Cuando comenzó la Gran Guerra, el presidente Victorino de la Plaza ordenó la suspensión de entrega de oro a cambio de billetes que realizaba la Caja de Conversión en 1889, como paliativo del "pánico bancario" y para evitar una fuga de capitales. Esto permitió que la moneda argentina mantuviera un respaldo fijo con respecto del oro. Se repatriaron catorce millones de pesos en oro que provenían de legaciones en París y Londres, donde había quedado depositado como pago que los comerciantes europeos entregaban a nombre de los exportadores argentinos. Gracias a ello el peso argentino llegó a tener un 80 % de respaldo de oro para fines del primer gobierno de Yrigoyen. El gobierno intentó sin éxito crear el Banco de la República en 1917, una entidad financiera cuyo objetivo sería regular la economía y las finanzas nacionales. Durante el lustro no se emitieron títulos de deuda, y la deuda externa se redujo a 225 000 000 de pesos, para lo cual se dejaron vacantes varios empleos públicos a fin de reducir el gasto público. El Congreso no llegó a sancionar el impuesto a los réditos, cuya sanción pidió el gobierno en 1919. En el citado año se remitió al Congreso una reglamentación sobre conciliación y arbitraje de los conflictos obreros, el cual establecía una junta presidida por el titular del Departamento Nacional del Trabajo, e integrada también por un representante de cada parte en conflicto, para hacer llegar a un entendimiento viable a trabajadores y patrones. También en 1919 se llevó al Congreso una ley que reglamentaba el trabajo en obrajes y yerbatales, ya que las condiciones de los obreros eran inhumanas. Se aprobó así la ley n.º 11.728 durante la siguiente administración radical en 1925, pero acabaría vetada por Marcelo T. de Alvear por insistencia del Congreso.
Los precios del mercado internacional comenzaron a descender muy lentamente a partir de 1914, mientras que los productos manufacturados que Argentina importaba empezaron a costar más caros en relación con el precio de los cereales. Así se fue creando una situación cada vez más difícil que condujo a una crisis general de la economía, cuyo mayor exponente fue el año 1929, al compás de la crisis internacional. Una industria con poco desarrollo, creada durante la Primera Guerra Mundial pero comprimida después, una organización fiscal que obtenía casi todos sus recursos a través de derechos aduaneros, y un presupuesto casi normalmente deficitario caracterizaron junto a otros aspectos la economía argentina durante el periodo radical de 1916 a 1930.

### Ferrocarriles
Durante el periodo de la hegemonía conservadora previo, las concesiones a los ferrocarriles británicos fueron en muchos casos abusivas, ya que muchos directivos de estas empresas eran importantes políticos y legisladores. Se llegó a pactar secretamente concesiones en Londres por 40 años.
En materia ferroviaria se dictaron rigurosos controles a los ferrocarriles en manos de los británicos, sobre todo en lo que respectaba a tarifas y fijación de cuentas capitales, ya que estas empresas mantenían una falsa contabilidad que les permitía declarar bajas ganancias y altos costos. Además se dio impulso a la obra de Ferrocarriles del Estado, buscando la salida al Pacífico para facilitar el transporte de las producciones del noroeste y suroeste —centro— del país para llegar a Perú, Chile y Bolivia. La concesión fue anulada en 10.000 km de vías en construcción. A raíz de la huelga de ferroviarios de 1917, las patronales le aconsejaron a Yrigoyen reemplazar a obreros por maquinistas de la marina, pero el presidente se negó.
Los empresarios ferroviarios decidieron llevar a cabo una maniobra parlamentaria para no perder parte de sus intereses, y dicha iniciativa fue la creación de una empresa de ferrocarriles mixta.

### Educación

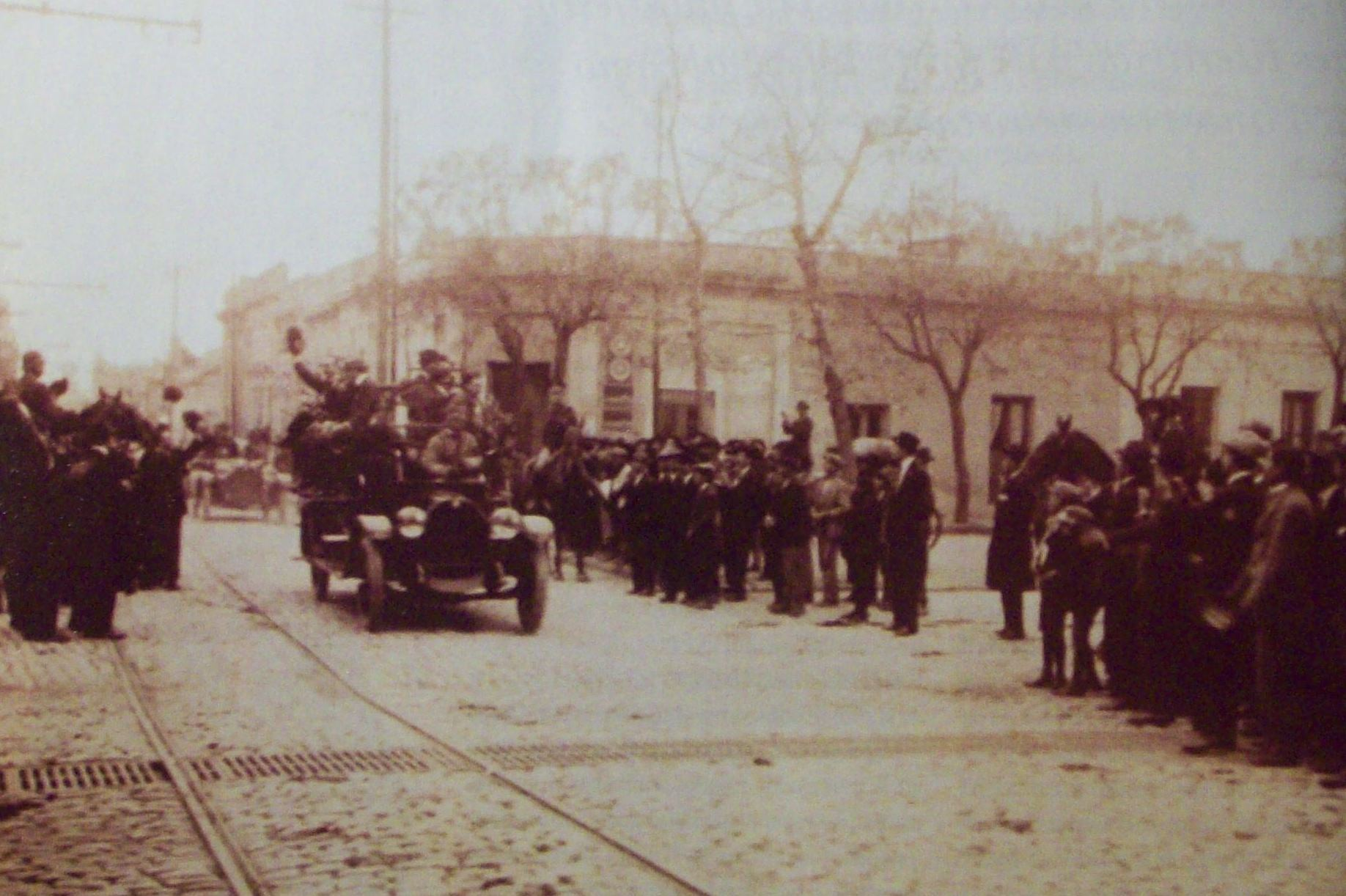
Estudiantes universitarios trasladados por la policía, Córdoba, 1918.

La llegada de un gobierno electo de forma democrática infundió en el estudiantado la idea que las viejas estructuras de las universidades existentes, serían reformadas según el nuevo espíritu democrático que presidía ahora el país. Los manifiestos de la Biblioteca Córdoba y del Colegio Novecentista de Buenos Aires, las severas críticas que desde el Ateneo Universitario de Buenos Aires formulándose desde el año 1916 contra el estado universitario vigente, fueron gestando un naciente movimiento reformista, que estalló finalmente en Córdoba con La reforma universitaria. Por ello, el 15 de junio una serie de personas, que ya estaban constituidas en la Federación Universitaria de Córdoba desde mayo, desalojó la congregación profesoral, proclamando la huelga general, ocupando la universidad y lanzando el "manifiesto a los hombres libres de Sudamérica", que fue redactado por Deodoro Roca, donde se anuncia la ruptura de la última cadena del coloniaje, la última servidumbre mental de América.
El clima de agitación estudiantil pronto se expandió a otras casas de estudio. La Federación Universitaria Argentina (FUA) fundada el 11 de abril de 1918, convocó el primer Congreso Nacional de Estudiantes Universitarios que deliberó en Córdoba desde el 20 al 31 de julio. En apoyo al movimiento cordobés se realizó una huelga de estudiantes en todo el país. En agosto, a pedido de la Federación Universitaria Cordobesa y la Federación Universitaria Argentina, el Poder Ejecutivo intervino la Universidad de Córdoba, siendo el interventor el ministro de Instrucción Pública. El movimiento era apoyado por personalidades como José Ingenieros, Alejandro Korn, Alfredo Palacios y Ricardo Rojas. Y así, con la presión en el ambiente, el Consejo Superior de la Universidad de Buenos Aires realiza ciertas reformas que satisfacían los anhelos del movimiento reformista, aunque de forma relativa. El 31 de julio Yrigoyen envió al Congreso un proyecto de ley orgánica de Instrucción pública, donde se coloca las universidades "dentro del espíritu nuevo"- En septiembre, los estudiantes tomaron de nuevamente la casa de Trejo en protesta por la demora del Poder Ejecutivo a la sanción de las nuevas normas reformistas. Un mes después, Yrigoyen decretó la reforma de los estatutos cordobeses. En la Universidad de La Plata el proceso fue más tedioso, para junio de 1920 aún no se habían resuelto los reclamos de los alumnos y hubo algunos episodios violentos, como consecuencia de la resistencia de sus autoridades a la reforma. Es de destacar que los nuevos estatutos fueron proyectados por los presidentes de la Federación Universitaria de La Plata (FULP) y la Federación Universitaria Argentina, y adoptados prácticamente de forma textual por el Poder Ejecutivo.
En 1919 se sancionó, por iniciativa del presidente, la ley 10.861, creando la Universidad Nacional del Litoral y respondiendo a un largo anhelo de los jóvenes que querían instruirse en esa zona. Los estatutos fueron escritos consultando a los centros de estudiantes, y se aprobaron en abril de 1922, por ello, esta nueva universidad del Litoral se la conoció como la "universidad de la reforma". En Tucumán la débil institución provincial fue nacionalizada por medio de la ley 11.027 en 1920 a pedido de la Federación Universitaria Argentina, que cumplía con ello una resolución del Congreso de Córdoba. El acta de Constitución de la Universidad norteña fue firmada por los alumnos, y fue designado encargado de ella un joven reformista: poco después se aprobaron, para su gobierno, estatutos semejantes a los de la Universidad del Litoral. El movimiento se expandió en algunas universidades americanas también.

La Reforma fue el punto de partida de una generación americana que con esa bandera pudo sentirse suficientemente fuerte como para crear un orden cultural que fuera auscultador atento de la tierra, abriendo la universidad al pueblo y comprendiendo la necesidad de resistir la opresión del imperialismo y las dictaduras para promover estructuras sociales exentas de injusticia [...] La juventud nacida al calor de la Reforma fue la vanguardia de los pueblos americanos contra las dictaduras que infestaron por entonces nuestra América.
Félix Luna.

Pero, a pesar de las medidas impulsadas por el gobierno tendiente a favorecer a los sectores estudiantiles, los reformistas siguieron viendo con recelo al gobierno popular de Yrigoyen, e incluso contribuyeron a su caída en 1930.
El 23 de junio de 1918 en la Universidad de Córdoba, el legislador Alfredo Palacios encabezó una movilización de diez mil estudiantes convocados por la Federación Universitaria de Córdoba, la cual reclamó cambios en los programas de estudio, renuncia de docentes, modernización del sistema universitario y un gobierno tripartito compuesto por profesores, estudiantes y egresados, un movimiento conocido como reforma universitaria, al cual se adhirió al poco tiempo la Universidad de La Plata. Yrigoyen veía con simpatía este movimiento, por lo cual creó nuevas casas de estudio para que las clases medias tuvieran mayor acceso a la universidad. La reforma implementó un cogobierno estudiantil para evitar abusos por parte de las autoridades. El 11 de abril de 1918 fue creada la Federación Universitaria Argentina (FUA), integrada por estudiantes de ciudades como Tucumán, Santa Fe, Córdoba, La Plata y Buenos Aires, y ese mismo día Yrigoyen recibió a la delegación de representantes elegidos por los estudiantes. Según explica Gabriel del Mazo:

Su gobierno pertenecía al espíritu nuevo, que se identificaba con las justas aspiraciones de los estudiantes y que la Universidad debía nivelarse con el estado de conciencia alcanzado por la República.
Gabriel del Mazo.

El presidente nombró interventor a José Nicolás Matienzo, quien se encargó de transformar los estatutos de la Universidad de Córdoba y estableció la elección de nuevas autoridades. Sin embargo, ganó el doctor Antonio Nores, contrario a la reforma, lo que provocó la oposición de los estudiantes y, ante el fracaso de la intervención de Matienzo, los estudiantes resolvieron que la huelga sería por tiempo indeterminado. El 21 de junio de 1918 se difundió el manifiesto de Deodoro Roca. En julio de 1918 el gobierno radical mandó al Congreso de la Nación una ley que establecía los tres niveles de instrucción. Se creó la Universidad del Litoral, a petición del Congreso Nacional de Estudiantes Universitarios, y fue nacionalizada la de Tucumán.
La reforma universitaria fue proyectada en otros países de América Latina. Precisamente a mediados de 1920, Gabriel del Mazo, que presidía la FUA, firmó un convenio con su par de la Federación de Estudiantes de Perú en el que se comprometían a luchar por el sostenimiento de las universidades populares, y lo mismo ocurrió en México y Chile.
En la ciudad de Buenos Aires se fundaron treinta y siete colegios secundarios y doce institutos de artes y oficios. Además se construyeron 3126 escuelas primarias a lo largo de todo el territorio argentino. Durante los seis años de gobierno, el alumnado escolar aumentó en más de cuatrocientos mil niños. Se redujo el analfabetismo del 20 % al 4 %. Fue introducido el bachillerato nocturno, con gran concurrencia de la clase obrera. En este periodo se implementó el guardapolvo blanco, para igualar socialmente al alumnado.

### Política petrolera
Cuando en 1918 terminó la Primera Guerra Mundial, se inició un período expansivo para la naciente industria petrolera argentina. La paz permitió normalizar las relaciones comerciales y financieras internacionales; así se pudo lograr mayor disponibilidad de materiales, equipos, fletes y capitales. En esa época apareció el motor de combustión interna, que ocasionó una segunda revolución industrial y aumentó la demanda de combustibles. La expansión de los automóviles como medio de transporte auguraba una demanda sostenida de productos derivados del petróleo, principalmente combustibles, aceites y grasas. En el periodo citado, las empresas estadounidenses y europeas también empezaron a expandirse en busca de reservas; estas acciones estaban avaladas por el gobierno, preocupado por contar con el tan requerido mineral estratégico.

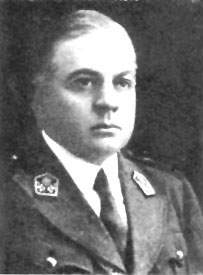
El general Enrique Mosconi fue nombrado por el siguiente gobierno radical, Marcelo T. de Alvear.

El gobierno anunció el Plan de Tierra y Petróleo, que concedió al Estado un papel de intervención decisivo. Durante su gobierno se creó, en 1922, la empresa más grande destinada a explotar y comercializar el petróleo: YPF (Yacimientos Petrolíferos Fiscales), y el recién electo presidente Marcelo T. de Alvear le ofreció la conducción de esta nueva empresa al general e ingeniero Enrique Mosconi, quien ocupó la dirección de YPF entre 1922 y 1930 e impulsó la idea de: «La propiedad del subsuelo es un derecho inalienable del país». Mosconi se propuso romper con los trust cuando, ejerciendo la Dirección del Servicio de Aeronáutica del Ejército en 1922, la West India Oil (subempresa de la Standard Oil de Nueva Jersey) le pidió pagar por adelantado la nafta para aviones. Algunas ciudades como Comodoro Rivadavia, en Chubut, Plaza Huincul, en Neuquén, Las Heras, Cañadón Seco y Caleta Olivia, en Santa Cruz se asentaron debido a la proximidad de los yacimientos.
Dos meses después de asumir la presidencia, el gobierno pidió autorización al Congreso para realizar un empréstito de cien mil millones de pesos destinado a varias medidas, entre ellas, fomentar la explotación de YPF. En 1919 el presidente mandó al Congreso un proyecto de trece capítulos donde detallaba el régimen legal, técnico, económico y financiero del petróleo. El proyecto tenía como finalidad el principio del dominio estatal de los yacimientos. Días más tarde se añadió a este proyecto uno más que declaraba de utilidad pública todos los elementos necesarios para la explotación del petróleo. Pero estas iniciativas quedarían trabadas por un tiempo en el Congreso. En 1921 el Poder Ejecutivo mandó un mensaje al Congreso insistiendo que se sancionaran los proyectos mencionados anteriormente, pero el mensaje no dio resultado. Ante esto, Yrigoyen dictó un decreto por el que creaba la Dirección General de YPF como dependencia del Ministerio de Agricultura. Pese a su destacable obra petrolera, Yrigoyen no logró nacionalizar los hidrocarburos, pero sentó las bases para evitar convenios que afectaran negativamente la independencia económica local.
En 1919 se leyó en el Congreso el siguiente discurso del presidente:

Se reserva, pues, para el estado, en razón de la incorporación de estas minas de petróleo a su dominio privado, el derecho de vigilar toda explotación de esta fuente de riqueza pública, a fin de evitar que el interés particular no la malgaste, que la ignorancia o precipitación la perjudique, o la negligencia o la incapacidad económica la deje improductiva, para lo cual se adoptan en el proyecto disposiciones que fijan y garantizan un mínimo de trabajo y las formas convenientes de realizarlo. Con el mismo concepto se ponen trabas a la posible acción perturbadora de los grandes monopolios.
Hipólito Yrigoyen, al Congreso de la Nación, 1919.

Para 1914, las estaciones surtidoras de combustibles se repartían mayoritariamente entre las compañías Energina y Wico, inglesa y estadounidense respectivamente, y en ese mismo año se instaló el primer surtidor en plaza Lorea. La instalación de estas empresas extranjeras fue habilitada mediante una ordenanza de diciembre de 1915, la cual prohibía que dos surtidores se colocaran a menos de cuatrocientos metros. Sin embargo, hacia 1917 existía un monopolio de la empresa estadounidense West India Oil Company (WICO), la cual vendía el 95 % del querosén y el 80 % de la nafta, además de tener el monopolio del abastecimiento de los surtidores en la ciudad de Buenos Aires.

### Política social
Las organizaciones sindicales, perseguidas durante el régimen anterior, ahora fueron jerarquizadas y colaboraron con las autoridades para solucionar reclamos obreros. Yrigoyen no admitía el concepto marxista de lucha de clases, sino que pensaba que éstas podían trabajar juntas por el bien de la Nación. En la mayoría de los casos se respetaron las huelgas, no se reprimieron, y en muchos casos se satisficieron los pedidos de los manifestantes. Cuando ocurrió la huelga de ferroviarios de 1917, las patronales le aconsejaron al presidente reemplazar a los obreros por maquinistas de la marina, pero el presidente se negó y aceptó el derecho a huelga. Impulsó la sanción de leyes laborales y mandó al Congreso en 1921 un proyecto de Código del Trabajo, en un sentido coincidente con los reclamos que los socialistas y el movimiento obrero venían realizando desde décadas atrás. Actuó además como mediador en numerosos conflictos laborales, promoviendo la negociación de acuerdos basados en la justicia social. Pero, por otro lado, mantuvo relaciones muy conflictivas con el Partido Socialista, que tenía una importante representación parlamentaria, y con el sector mayoritario del movimiento obrero, al que negó su derecho a representar a los trabajadores argentinos en el acto de constitución de la OIT en 1919, por lo que el gobierno argentino fue seriamente reprendido por el organismo internacional.
En 1920 las centrales obreras, en especial la Federación Obrera Regional Argentina del Congreso IX, enviaban delegados a comisiones de conciliación y ayudaban a disipar la tensión en ciertas huelgas gracias al pedido de las autoridades. Esta modalidad de la FORA le brindó un apoyo de la clase obrera, que en 1915 contaba con 51 sindicatos y 20 000 pesos de aportes anuales, una cifra que en 1920 había subido a 734 sindicatos con aportes de 700 000 pesos. Los obreros agrícolas fueron organizados por la FORA, que en 1920 celebró un acto en solidaridad con la Federación Agraria Argentina. Los obreros de yerbatales que eran víctimas de la explotación realizaron sus primeras huelgas entre 1918 y 1919, y lograron obtener mejoras laborales tales como jornada de 8 horas y descanso dominical. Las reformas laborales del primer gobierno radical produjeron una mejora del salario medio, que en 1916 era de 3,60 pesos y 1921 había aumentado a 6,75. La jornada laboral, que en 1916 era de casi 9 horas, se redujo en 1921 a ocho horas. La suma de las pagas por indemnizaciones por accidentes de trabajo fue de 282 000 000 en 1916, y de 1 328 000 000 en 1921. Asimismo, mientras que los obreros asegurados en 1916 eran 200 000, esta cifra llegó a 465 000 en 1921.
Durante la primera gestión radical los afiliados a gremios aumentaron de forma exponencial. Mientras que en 1916 solo había 70 gremios, cuatro años después el número había subido a 750; en cuanto a los afiliados, de 40 000 que había al comienzo del gobierno de Yrigoyen se pasó a 700 000 en 1920. Desde 1915 la FORA del Noveno Congreso y la FORA del Quinto Congreso dominaban las organizaciones obreras. Entre 1914 y 1918 fue mayor el número de emigrantes que el de inmigrantes, pues muchos retornaron a sus tierras de origen para combatir en la Primera Guerra Mundial. Para 1919 muchas de esas personas que se habían ido a Europa retornaron al país. La enorme afluencia de colonias agrícolas, la proliferación de las granjas, la intensificación de los cultivos por el sistema de medieros, la localización urbana del comercio y las industrias incipientes obligaron a atender diversos problemas rurales y urbanos intervinculados: reforma agraria y asuntos laborales.
El Ministerio de Agricultura reorganizó la administración de la tierra pública, y se iniciaron varios estudios de las concesiones de grandes áreas de tierras por parte de los gobiernos anteriores. Se contrataron técnicos agrónomos que recorrieron y examinaron el territorio nacional chequeando los títulos de propiedad, y catalogando las posibilidades de explotación de cada lote. Como resultado de este estudio, para 1921 se habían revocado concesiones en una extensión de casi ocho millones de hectáreas. Por medio de un decreto se exigió a quienes habían obtenido tierras ilegalmente a desocuparlas en un plazo improrrogable de dos años, además de tener que abonar un canon por el lapso durante el cual habían usufructuado las tierras ilegalmente.
En ciertos sectores se produjo desabastecimiento como consecuencia de la especulación comercial. Por ello el gobierno mandó al Congreso una reglamentación para expropiar 200 000 toneladas de azúcar a los acaparadores, con el objetivo de distribuirla a la población a precios normales. La ley fue aprobada en el senado tras arduos debates.
Se crearon las cajas de jubilación para obreros y empleados de servicios públicos como gas, energía eléctrica, telégrafo y teléfono como también para ferroviarios, y por medio de la ley n.º 11.110 se reglamentó el régimen jubilatorio para empleados y obreros de empresas privadas de servicios públicos. En 1921, gracias a la ley n.º 11.156, se modificó el Código Civil respecto al arrendamiento de la propiedad, conocida como «Ley de Alquileres», lo que significó que por primera vez se atendía a la función social de la propiedad privada en general. Con la ley 10.505 sancionada en 1918 se reglamentó el trabajo a domicilio, mientras que con la ley n.º 10.903 se creó el Patronato de Menores y el régimen de protección al menor. En 1917 se sancionó la ley n.º 10.284 de régimen de amparo a la familia, más conocida como homestead, la cual establece la inembargabilidad de los bienes y herramientas de trabajo indispensables para asegurar la subsistencia de la familia.
Si bien intentó sin éxito impulsar una serie de reformas agrarias —como fue el caso del Banco Agrícola— sí se llegaron a concretar algunas políticas destacables. Las tierras públicas habían sido el mayor deseo de la clase oligárquica argentina. Los dueños de ferrocarriles se habían beneficiado con la adquisición de tierras alrededor de sus vías férreas gracias a una ley de 1862, y luego las habían revendido a mayores precios a compañías de tierras que no eran más que empresas paralelas. Yrigoyen se oponía a que se siguieran vendiendo tierras fiscales, pues quería resguardar esta fuente de riqueza para el Estado. Así pues, el gobierno obligó a los dueños que habían ocupado ilegalmente las tierras que las devolvieran, además de pagar un canon por el tiempo en que las habían usufructuado. El Banco Agrícola se creó para salvaguardar los intereses de los agricultores, pero la iniciativa no prosperó; en cambio, los intereses de los agricultores quedaron a cargo del Banco Hipotecario Nacional, que logró un inusitado desarrollo. Las sucursales del Banco Hipotecario Nacional crecieron de veintidós sucursales y cuatro agencias al comienzo del gobierno a cuarenta sucursales y cuarenta y una sucursales para finales del gobierno de Yrigoyen. Los diputados Francisco Beiró y Carlos J. Rodríguez presentaron un proyecto conocido como Ley de Tierras Ociosas, que hacía perder el derecho sobre aquellas tierras que no se habían usado en quince años, para evitar así que las clases altas tuvieran en su poder grandes campos por muchos tiempo. Pero la reglamentación tampoco prosperó. También fue sancionada en 1921 la ley n.º 11.170 de régimen de arrendamientos rurales, a base de las modificaciones introducidas en el Código Civil por la ley n.º 11.156. Este régimen sería modificado en 1933 para asegurar la protección del arrendatario.
A poco de comenzado el primer gobierno de Yrigoyen estalló la revolución socialista en Rusia, y este hecho histórico tuvo gran efecto en los sectores obreros, que vieron la perspectiva de una transformación mundial de las relaciones entre el capital y el trabajo. Las huelgas comenzaron a producirse con mayor frecuencia, debido a los despidos que se produjeron en sectores industriales por la compresión de las industrias emergentes durante la Primera Guerra Mundial. La huelga de los trabajadores de la Patagonia, duramente reprimida por Héctor Varela, causó impresión en las clases obreras, pese a las pobres noticias que llegaban por los diarios. Otra huelga general que estalló en Buenos Aires en 1919 conmovió al país por la inusitada gravedad de los hechos. La huelga, realizada por obreros metalúrgicos, fue sofocada duramente por fuerzas policiales y grupos de extrema derecha como la Liga Patriótica Argentina y la Asociación del Trabajo, unos hechos que se conocen como la semana trágica. El salario real bajó hasta el año 1918, lo que hizo que aumentara el número de huelgas, que pasó de 80 en 1916 a 367 el año siguiente, para descender a 206 en 1920. El número de huelguistas fue de 24 000 en 1916, mientras que en 1919 llegó a 308 000 y descendió a 134 000 en 1920.
Durante el lustro de Yrigoyen las libertades públicas como también la libertad de la opinión pública como expresión de la ciudadanía nunca fueron agraviadas. Fue así como los diarios, pese a que en su mayoría eran opositores (y críticos al presidente) nunca sufrieron actos de censura ni de difamación. Ricardo Balbín diría de ello: «A veces los releo y me estremezco al pensar que un ciudadano podía decir bajo su firma, en los periódicos de la República, cosas contra el presidente, sin ser perseguido ni acusado».

### Masacres obreras

#### Semana trágica

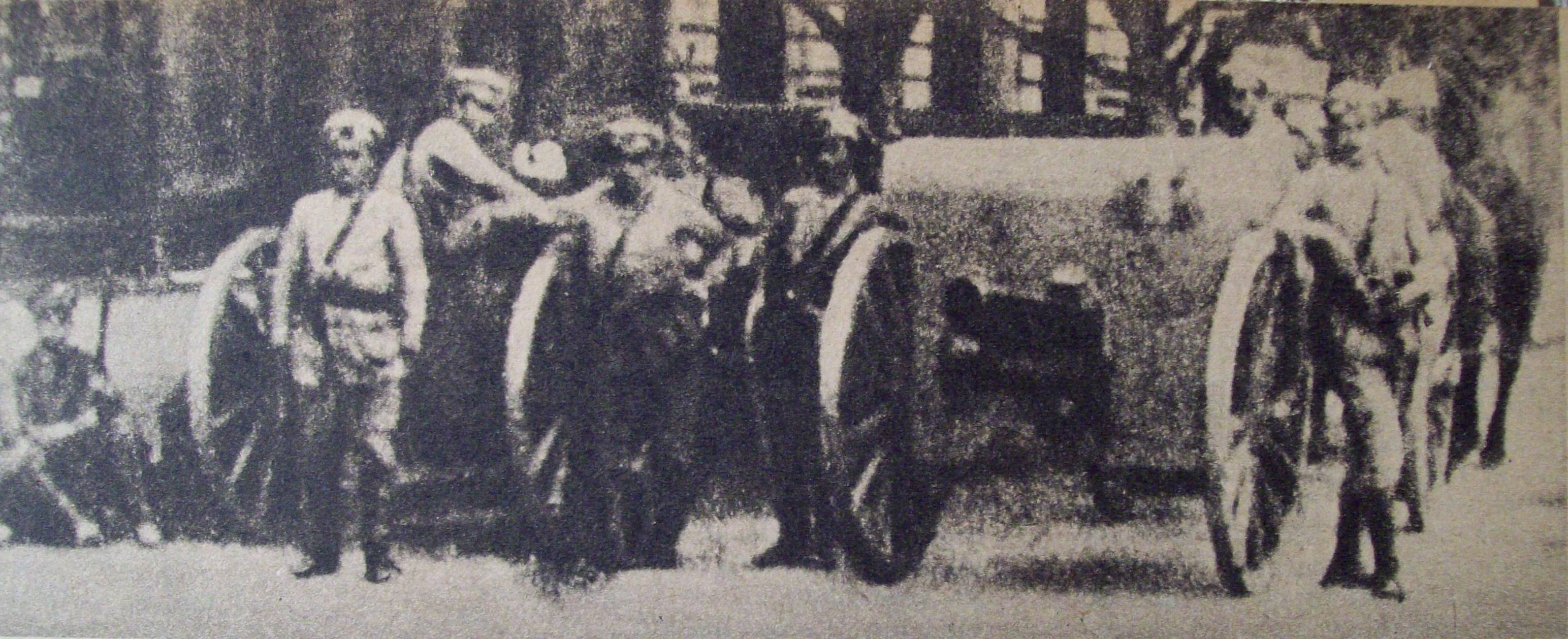
Cañones en la esquina del Congreso, durante la semana trágica, 1919.

Las consecuencias económicas producto de la Primera Guerra Mundial produjeron centenares de huelgas y enfrentamientos violentos durante el gobierno de Yrigoyen. Una serie de largos paros afectaron a la economía nacional, sobre todo en áreas ferroviarias, portuarias y metalúrgicas. En 1919, en los talleres metalúrgicos Vasena, se produjo uno de los enfrentamientos más sangrientos de la historia, la conocida semana trágica, cuando en diciembre comenzó una huelga por reclamos salariales y horarios de trabajo.

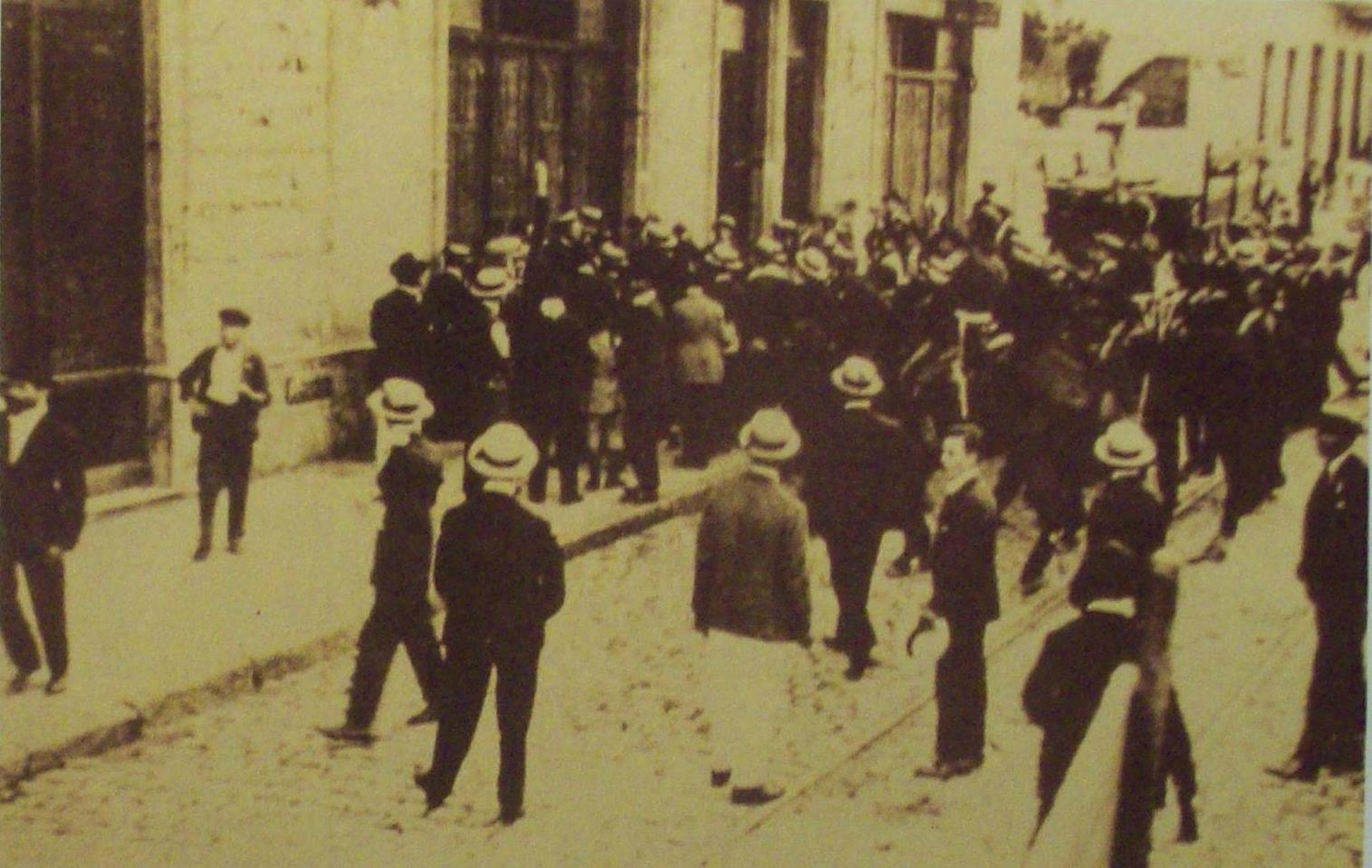
Escena de la semana trágica.

El 3 de diciembre de 1918 se declaró una huelga en la empresa metalúrgica Talleres Vasena, la más grande del país. La intransigencia patronal a negociar con el sindicato y la combatividad sindical extendió la huelga durante varias semanas, con gran cantidad de enfrentamientos armados entre huelguistas y rompehuelgas. Muchos de sus adherentes eran inmigrantes que volvían de Europa tras la Primera Guerra Mundial.
El día 7 de enero de 1919 la policía reprime a los huelguistas en la esquina de Pepirí y Amancio Alcorta, asesinando a cinco personas, y desencadenando la pueblada conocida como la Semana Trágica. Al día siguiente la FORA del V Congreso declaró la huelga general para el 9 de enero, con el fin de asistir al entierro de los muertos, con la adhesión de sindicatos de ambas centrales y del Partido Socialista.
El día 9 de enero se realizó el cortejo de los muertos, desde los locales en los que fueron velados en Nueva Pompeya, hasta el Cementerio de la Chacarita. En varios puntos del trayecto se produjeron sangrientos choques entre obreros,  policías y agentes parapoliciales de la Asociación Nacional del Trabajo. Durante los enfrentamientos, el dirigente radical Elpidio González, designado por Yrigoyen dos días antes como jefe de la Policía, intentó dialogar personalmente con un grupo de huelguistas, quienes respondieron haciéndolo bajar de vehículo y quemando su automóvil. En el cementerio se había instalado un pelotón de militares y policías que disparó sobre la multitud, impidiendo la realización del entierro. Las fuentes estimaron los muertos de ese día en varias decenas, sin que se produjeran bajas en las fuerzas de seguridad. Esa misma tarde Yrigoyen designó al general Luis Dellepiane, como gobernador militar de la ciudad de Buenos Aires. El gobierno anunció que había descubierto una conspiración dirigida íntegramente por extranjeros calificados de «extremistas», que pretendían apoderarse del gobierno y que estaba liderada por el periodista judío Pinie Wald, quien fuera salvajemente torturado. Luego se descubriría que el anuncio del gobierno era falso. El gobierno aplicó también la Ley de Residencia en nombre de la «defensa social» y se ajustó el cumplimiento de la Ley n.º 7029.
Ese día, para reprimir a los huelguistas, dirigentes radicales y militares organizaron una fuerza de choque parapolicial de extrema derecha, formada por jóvenes de clase alta, que con el correr de los días adoptaría el nombre de Liga Patriótica Argentina y que, amparadas por las fuerzas policiales y militares, persiguieron a obreros y judíos, asesinando, violando e incendiando viviendas. Se produjeron saqueos a armerías, destrozos de iglesias y toma de talleres. El general Dellepiane comandó a las tropas para repeler la rebelión, que duró hasta el 14 de enero. En el curso de la represión, las fuerzas de seguridad y parapoliciales realizaron en el barrio del Once el único pogrom (matanza de judíos) realizado en continente americano.
Según el gobierno, hubo alrededor de 65 muertos civiles y 4 de las fuerzas armadas, aunque este nunca presentó la lista de los mismos. Según la oposición y los historiadores que investigaron el acontecimiento, fueron asesinadas más de 700 personas, hubo varias decenas de desaparecidos, entre ellos varios niños y decenas de miles de detenidos. Todo terminó cuando el 14 de enero la FORA decidió levantar la huelga, tras la decisión del gobierno de liberar a los prisioneros y reabrir los locales gremiales y los dueños de los Talleres Vasena aceptaron el pliego de peticiones del sindicato.

#### Patagonia rebelde

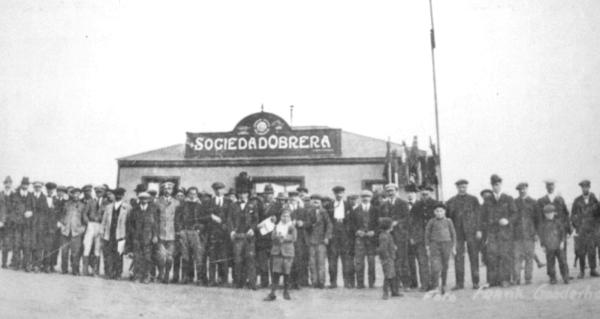
Obreros en huelga durante la Patagonia rebelde.

Otro hecho de violencia extrema es conocido como la Patagonia rebelde, cuando, en una rebelión en la provincia de Santa Cruz, Patagonia argentina, entre 1920 y 1921, se organizó una huelga contra la explotación de los obreros por parte de sus patrones, para exigir mejoras laborales. En noviembre de 1920, la Sociedad Obrera de Río Gallegos, bajo el liderazgo del anarquista Antonio Soto (con influencias de la revolución rusa de 1917), declaró una huelga por mejoras en salarios y viviendas para los peones rurales. Al poco tiempo, la huelga se propagó a toda la provincia de Santa Cruz. Los terrenos fueron ocupados por activistas, quienes tomaron como rehenes a sus patrones, sin uso de la violencia, si bien se llegaron a librar batallas campales con la policía. En este marco, el gobierno mandó al frente del regimiento al teniente coronel Héctor Benigno Varela para intentar atenuar el conflicto. Héctor Benigno Varela habló con los obreros para llegar a un acuerdo, lo que normalizó la situación. Sin embargo a fines de 1921 se produjo un descenso brusco del precio de la lana, lo que causó una importante cantidad de stock acumulado y provocó una disminución importante del precio del producto. El mayor problema era que los obreros tenían una próxima esquila, lo que empeoraba la situación. Para evitarlo los obreros tomaron nuevamente las estancias, otra vez cautelosamente y sin violencia. Incluso algunos propietarios se adhirieron al reclamo por considerarlo justo. Pero la huelga terminó siendo reprimida por el ejército al mando del teniente coronel Varela al mando de dos regimientos de caballería.
Varela llegó a capturar a diez carabineros chilenos que estaban luchando junto a los huelguistas y disparaban contra los soldados argentinos; cabe destacar que la Patagonia estaba ocupada en gran parte por ciudadanos chilenos. Varela exigió a los huelguistas que volvieran a sus actividades, prometiendo mejoras para ellos y sus familias; de no hacerlo en el plazo de un día, Varela dijo que se los forzaría y que fusilaría a quien disparara a su tropa, y dictó una resolución en donde decía que cualquier obrero armado sería fusilado sin más tratamiento. Tras la negativa respuesta de los trabajadores, centenares de obreros fueron fusilados, en parte porque Varela no había recibido instrucciones precisas por parte del gobierno. Otros cientos de obreros fueron capturados y recluidos.
El doctor Viñas se entrevistó con el presidente para relatarle lo acontecido en la Patagonia y pedirle que procesara a los responsables. Yrigoyen no quiso hacerlo, ya que pensaba que ello acarraría el desprestigio de las fuerzas armadas y que la fe del pueblo en las instituciones debía salvarse aun a costa de la impunidad de algunos culpables.

### Política internacional

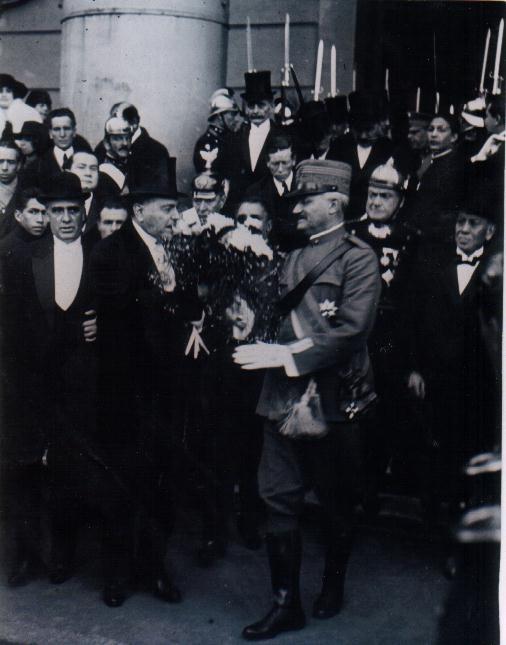
Yrigoyen frente a la Catedral Metropolitana de Buenos Aires recibe el homenaje de un representante del Reino de Italia, 1920.

La política internacional de Yrigoyen fue motivo de fuertes discusiones, incluso en el seno del radicalismo. Su política básicamente defendió la autodeterminación e igualdad de las naciones frente a las grandes potencias.[cita requerida] Siguió la línea de Victorino de la Plaza, manteniendo la neutralidad en la Primera Guerra Mundial, pero con reclamos a los países beligerantes de ambos bandos. Al producirse la captura del vapor Curamalan en Cardiff, emprendió un reclamo ante las autoridades francesas, y lo mismo ocurrió cuando buques y submarinos alemanes dañaron o incluso hundieron buques argentinos. Yrigoyen intentó convencer a otros países de Latinoamérica de no romper relaciones con otras naciones sin un motivo importante. Por ello convocó una conferencia de naciones que se realizó en 1917 para que se pronunciaran por la neutralidad. Pero la oposición estadounidense, sumada al hecho que Brasil ya había roto relaciones con Berlín, hizo fracasar el intento. Solo México y Colombia aceptaron el llamado del gobierno argentino.
Yrigoyen mandó un proyecto de ley para condonar la deuda que el Paraguay traía con Argentina desde la guerra de la Triple Alianza, pero este no prosperó. El siguiente gobierno radical volvería a tratar el tema.
En 1917, un grupo de manifestantes asaltaron y destrozaron el Club Alemán, la Delegación Alemana y la Compañía Alemana Transatlántica de Electricidad. Estos hechos, sumados a la noticia de que el ministro alemán en Buenos Aires, Karl von Luxburg, había mandado telegramas secretos en que recomendaba hundir barcos argentinos «sin dejar rastros» y en los cuales incluía frases insultantes hacia el canciller Honorio Pueyrredón, hicieron que la opinión pública, al igual que muchos dirigentes radicales, presionaran a Yrigoyen para romper relaciones diplomáticas con Alemania. Pero el presidente sostuvo la neutralidad. Cuando submarinos alemanes hundieron el carguero Toro, cerca de Gibraltar, y el mercante Monte Protegido, los diputados socialistas votaron en el Congreso para que la Argentina entrase en guerra, pero Yrigoyen se mantuvo inflexible.
Frente al Tratado de Versalles y la creación de la Sociedad de Naciones, la posición argentina fue sostener la separación entre ambos actos: el Tratado era una cuestión que debía limitarse a los países que habían luchado, mientras que la Liga de las Naciones, por el contrario, debía ser una asociación igualitaria y voluntaria de todas las naciones del mundo. Además, Yrigoyen comisionó a los representantes argentinos ante la Sociedad de las Naciones para que solicitaran que tanto naciones vencedoras como vencidas fueran tratadas con equidad a pesar de la oposición de algunos miembros de la liga, como Marcelo T. de Alvear y Fernando Pérez. El rechazo de la posición argentina, fundamentalmente impulsado por las naciones imperiales europeas, en una época en que los pueblos de África y Asia aún continuaban sujetos al colonialismo europeo, llevó al retiro de la delegación argentina de la Sociedad.
Yrigoyen procuró contener el expansionismo de los grandes grupos económicos extranjeros que actuaban en el país. Frente a la agresiva política intervencionista de Estados Unidos en América Latina, defendió el principio de la no intervención; Llegó incluso a ordenar que los barcos de guerra argentinos saludaran el pabellón de la República Dominicana y no el de Estados Unidos, que había izado el suyo en la isla en el marco de la invasión de 1916.

### Elecciones de 1922 y actividades posteriores a la primera presidencia

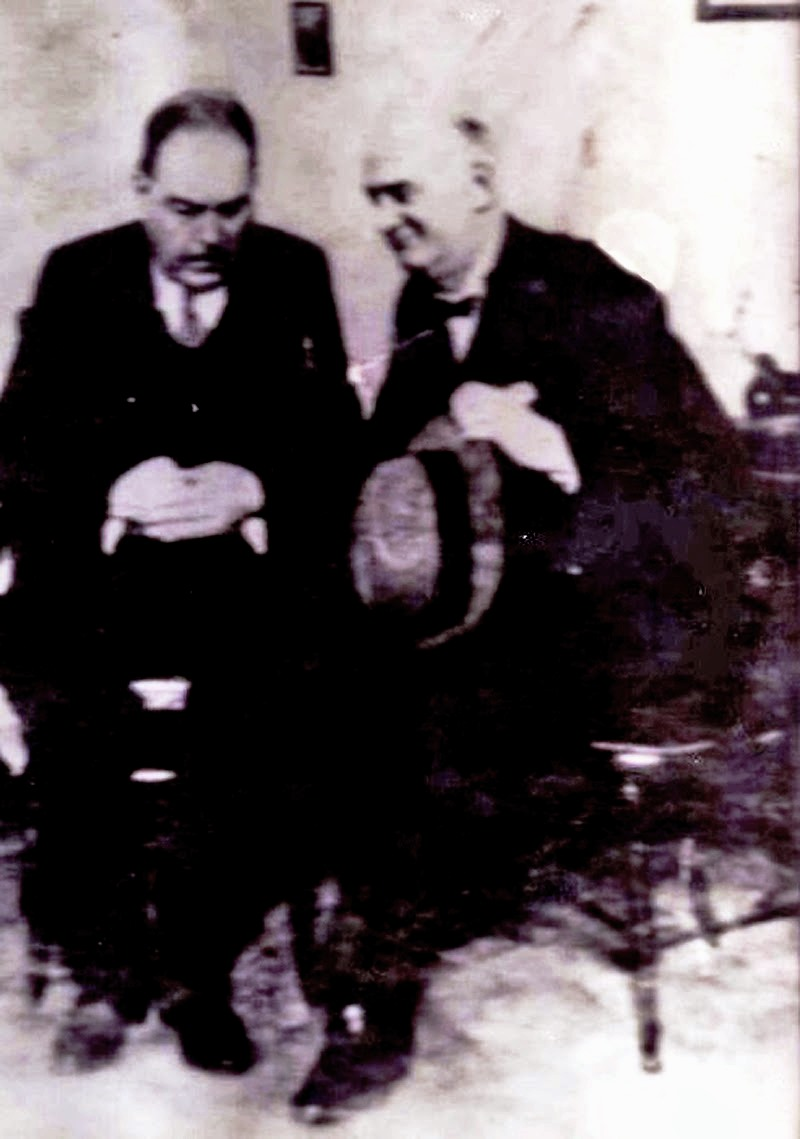
Yrigoyen y Alvear conversando.

Cuando surgió el tema del nombre para la elección presidencial de 1922, y la lista de nombres se tornaba ya demasiada extensa dentro del partido, Yrigoyen decidió dar su apoyo a Marcelo T. de Alvear. La elección no despertó mayores resistencias dentro del partido. Pese a que Alvear había tenido actitudes “rebeldes” en el pasado, como el episodio en Ginebra, Yrigoyen siempre mostró aprecio por Alvear; además este había mostrado gran compromiso personal en las revoluciones radicales del pasado, aportando su esfuerzo y fortuna a la causa radical.
En febrero de 1922 se armó el Comité Nacional de la UCR, surgido de la reorganización llevada a cabo durante el año anterior. Fue elegido presidente David Luna, senador nacional por La Rioja, vicepresidente primero el exgobernador de Córdoba, Eufrasio Loza, vicepresidente segundo Eudoro Bargas Gómez, secretarios Santiago Corvalán y Jacinto Fernández, y Luis Catalá como tesorero. Se resolvió convocar a la Convención Nacional para el 10 de marzo, a fin de proceder a la elección de la fórmula presidencial que sostendría el partido en las elecciones del 2 de abril. En el intervalo que medió entre la reunión del Comité Nacional y la Convención Nacional, tomó cuerpo una facción disidente que se manifestaba antiyrigoyenista.
El 10 de marzo de 1922 se reunió en la Casa Suiza la Convención Nacional de la UCR bajo la presidencia provisional de David Luna. Al día siguiente se efectuó la elección en el Teatro Nuevo ante una entusiasta muchedumbre. El primer término de la fórmula presidencial no arrojo mayores sorpresas, pero en cambio si había cierta incertidumbre en el segundo. El escrutinio final arrojó 139 votos para Alvear sobre Fernando Saguier, que tuvo 18. La vicepresidencia fue ganada por Elpidio González por 102 votos contra 28 de Ramón Gómez. De inmediato se informó a Alvear por medio de un telegrama los resultados de la votación, debido a que él estaba como embajador en París. Las elecciones presidenciales se realizaron el 2 de abril de 1922, con un amplio triunfo del candidato radical por 406.000 votos, contra 123.000 votos del candidato conservador.
El 12 de octubre Yrigoyen le entrega la banda y el bastón a Alvear en la Casa Rosada, con el apoyo presencial de una gran multitud reunida en la Plaza de Mayo. Yrigoyen le deseó éxitos al nuevo gobernante y luego, acompañado de sus ministros y algunos amigos, se marchó rumbo a su casa de la calle Brasil. Otra gran muchedumbre de personas se hizo presente en su hogar para esperarlo, haciéndole un tanto dificultosa su tarea de descender de su coche y llegar a su casa. A la noche fue visitado por Alvear. Alvear hizo un gobierno de contenido político diferente al de Yrigoyen, tanto en lo político como en lo administrativo: Alvear brindó más libertad a sus ministros, en un intento de llevar un gobierno "a la europea". En algunos casos puntuales tomó medidas contrapuestas a las de su antecesor Hipólito Yrigoyen, y nombró como ministros a varios de los principales líderes antirigoyenistas, aunque también mantuvo su autonomía cuando los radicales antipersonalistas le pidieron en reiteradas ocasiones que interviniese Buenos Aires para ganar en 1928, y Alvear rechazó la propuesta.
En 1930 Alvear justificaría el golpe de Estado que derrocó a Yrigoyen, e interrumpió el orden constitucional luego de casi 70 años de estabilidad institucional, e instaló la primera de una serie de dictaduras cívico-militares que impedirían la consolidación de la democracia en Argentina hasta la última década del siglo XX.[cita requerida] Durante las primeras sesiones del senado en 1923 los senadores radicales Leopoldo Melo, Vicente Gallo, Martín Torino, Fernando Saguier, Pedro Larlús y  Ramón Paz Posse presentaron un proyecto de modificación del reglamento del cuerpo, por el cual se le quitaba la facultad de designar a los miembros de las comisiones internas al presidente del cuerpo. Este cargo era ejercido por Elpidio González, el vicepresidente de la Nación, de vinculación a Yrigoyen, una medida que le restaba poder a un funcionario cercano al caudillo. Este episodio desencadenó una larga confrontación dentro del recinto. Los senadores yrigoyenistas se negaron a dar quórum. Fueron los primeros indicios de la división.
Durante el año 1923 Yrigoyen no participó de forma activa en los sucesos políticos del país, en cambio decidió viajar a sus campos para reorganizar su patrimonio que había estado abandonado durante el lustro de su gobierno. No frecuentaba a su grupo más adepto, y con Marcelo Torcuato de Alvear se comunicaba por medio de Delfor del Valle, mientras que Elpidio González lo mantenía al día de los sucesos que acontecían en el Congreso. Aun así decidió mantener un perfil bajo y evitó mostrarse en público. El cisma dentro del radicalismo se acentúo en 1924, cuando Yrigoyen comenzó a recibir innumerables acusaciones de sus amigos contra Marcelo Torcuato de Alvear, Yrigoyen trató de defenderlo, atribuyendo a los ministros de este el rumbo que estaba tomando el nuevo gobierno. A partir de 1924 Yrigoyen volvió a una vida activamente política como lo hacían antes de ser presidente, siendo visitando con frecuencia por su núcleo más esotérico: Elpidio González, Diego Luis Molinari, Delfor del Valle, Víctor Juan Guillot, Atilio Larco, David Luna y Carlos Borzani.
La primera contienda entra radicales yrigoyenistas y antipersonalistas fueron las elecciones legislativas de 1926. En San Juan y Mendoza el radicalismo se abstuvo acusando "falta de garantías", en esta última provincia había triunfado el lencinismo. En la Capital Federal la UCR realizó una gran campaña, en donde Yrigoyen participó concurriendo a algunas concentraciones. El escrutinio final daba por ganadora a la UCR en ciudad de Buenos Aires, provincia de Buenos Aires y La Rioja, mientras que la UCRA había triunfado en Santiago del Estero, Santa Fe, Entre Ríos, Jujuy, San Juan y Mendoza, los conservadores en Corrientes, Córdoba, Salta y Tucumán. El recuento final de votos arrojó un total de 337.898 para la UCR, 126.441 para una colación de fuerzas conservadoras, 97.880 para el Partido Socialista y 96.502 para los radicales antipersonalistas.[cita requerida] Las presiones para intervenir Buenos Aires se hicieron más frecuentes tras esta contienda electoral. Además de las presiones habituales de Vicente Gallo, Leopoldo Melo y Agustín Justo, también se sumaron los socialistas encabezados por Juan B. Justo, que llegaron a presentar un proyecto de ley para intervenir Buenos Aires, pero lo retiraron en junio de 1927. Entre diciembre de 1927 y abril de 1928 se realizaron elecciones donde se renovaron los cargos de gobernador en Salta, Tucumán, Santa Fe, y Córdoba, el radicalismo triunfó en todas, incluyendo Córdoba por primera vez en diez años. Ante la negativa de Alvear por parte de su ministro del Interior Vicente Gallo, quien insistió en intervenir Buenos Aires, el ministro renunció a su cargo el 5 de agosto de 1925 y el presidente tomó juramento a José P. Tamborini, quien se adhirió al legalismo de Alvear.

### Elecciones presidenciales de 1928 y legislativas de 1930
El 24 de marzo de 1928 el Comité Nacional en su nuevo local de avenida de Mayo 1228 designa nuevamente como candidato a la presidencia de la Nación a Yrigoyen por "aclamación popular", mientras que Francisco Beiró fue designado candidato a la vicepresidencia con 142 contra 25 votos. Finalmente el 1 de abril se realizan las elecciones el 12 de agosto de 1928 los 245 electores ratificaron el veredicto contra 74 de todos los demás candidatos para llevar por segunda vez a Yrigoyen a la presidencia, quien despertó críticas por acceder a la presidencia a los 76 años de edad. Las elecciones le dieron al radicalismo la mayoría en la cámara de diputados, pero no así en la de senadores, donde solo ocho eran radicales, mientras que diecinueve eran de la oposición.
Para las elecciones legislativas de 1930 se realizó una gran campaña pocas veces antes vista en la historia de la democracia argentina desde 1916. La entidad "Tribuna Radical" difundió en conferencias las obras del gobierno y los problemas económicos del país. Se pasaban películas sobre el ferrocarril de Huaytiquina y la obra de YPF, además se irradiaron conferencias sobre el tema de la nacionalización del petróleo. El radicalismo yrigoyenista no pudo hacer el acto de clausura de campaña ya que el día 2 de marzo llovió torrencialmente. En las elecciones, en varias provincias el escrutinio general mostró acusó en general una disminución en los votos radicales. El gran golpe fue en la Capital, donde los socialistas independientes obtuvieron el triunfando por 100.000 votos contra 84.000 de los socialistas, y seguidos en tercer lugar por los radicales yrigoyenistas con 83.000, signo claro que la fuerza política de Yrigoyen había caído considerablemente. Si bien en en total la UCR había obtenido 655.000 votos en todo el país contra 695.000 de la oposición, los resultados de Capital serían poco esperanzadores para el futuro. En las elecciones de Entre Ríos triunfaron los antipersonalsitas por 48.000 votos contra 44.000 de los yrigoyenistas.

## Segunda presidencia (1928-1930)

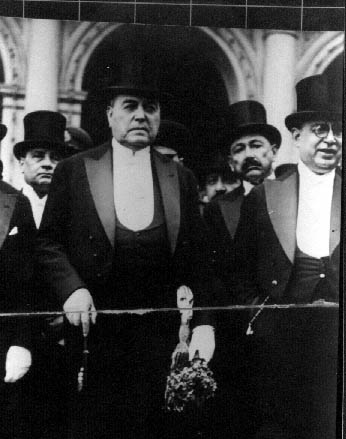
Yrigoyen al asumir en 1928.

Yrigoyen fue elegido presidente nuevamente en 1928, para un período que debió ser 1928-1934, tras derrotar a una coalición de conservadores y radicales antipersonalistas.
Yrigoyen tenía varios planes para su segunda presidencia que no fueron tratados en el senado por la férrea oposición de conservadores y radicales antipersonalistas. Entre ellos estaban, entre otros, el proyecto de nacionalizar el petróleo, el desarrollo vial, la Marina Mercante, la creación del Banco de la República y las leyes laborales.
En 1928, manifestó que «aceptaba gustoso» la presidencia honoraria del Patronato Sirio-libanés de Protección al Inmigrante, fundado por el empresario Moisés José Azize. Dicha acción fue en compensación a los sirio-libaneses que habían apoyado su reelección, aglomerados en la Agrupación Descendientes de Sirio-libaneses Pro Candidatura Dr. Hipólito Yrigoyen; dirigida por Gabriel Kairuz y Alberto Yomha.

### Política económica
En 1929 se produjo la Gran Depresión, que afectó drásticamente al mundo entero. El radicalismo comandado por Hipólito Yrigoyen no supo responder a los efectos de la crisis. En plena crisis económica y política, y cuando aún faltaban cuatro años para las elecciones presidenciales, la debilidad del gobierno de Yrigoyen se hizo crítica. El radicalismo estaba completamente dividido y el gobierno no tenía diálogo con la oposición.
Con el fin de evitar la especulación con el oro y la disminución del canje metálico, en 1929 se clausuró, por decreto, la Caja de Conversión. Se reglamentó la Caja Nacional de jubilación Bancarias. También, por decreto, se le impusieron a la empresa Puerto Rosario las tarifas que regían en 1911. Se reglamentó la instalación y explotación de las estaciones de radiofonia. Se autorizó el servicio aeropostal entre Buenos Aires y Montevideo, y también entre Buenos Aires y Washington D. C.. Se creó el instituto de Nutrición, el Instituto del Cáncer y el Instituto del Petróleo. Hubo un ambicioso plan de obras públicas para la construcción de caminos, ferrocarriles y redes de agua potable por un monto de 4000 millones, el ministerio llegó en 1929 a iniciar los estudios para tales proyectos, pero la grave situación económica que derivo en el golpe de Estado mermó todo proyecto.
Para 1929 habían quebrado 450 bancos en Estados Unidos, y otros 2500 lo hicieron en 1930. Las naciones tomaron medidas proteccionistas y aislaron sus economías. A mediados de enero Yrigoyen envió un mensaje al Senado protestando por su "inoperancia" y suplicando que se aprobaran seis medidas a las que solo les restaba la votación en ese cuerpo para entrar en vigencia. Entre las normativas a tratar estaba en primer término la ley de nacionalización del petróleo, aprobada por la Cámara De Diputados en 1928.

### Intervenciones y relación con la oposición
El Partido Socialista, que, con la dirección de Juan B. Justo, mantuvo su prestigio popular en la Capital Federal, traducido en los 42 000 votos obtenidos en 1916 a 60 000 en 1922, le aseguró las bancas de la minoría metropolitana en la Cámara de Diputados, siendo así la oposición más implacable del radicalismo, que en muchas ocasiones y paradójicamente, sirvieron a los intereses del antiguo régimen conservador, negándose a acompañar al radicalismo en muchas iniciativas progresistas. El poder del conservadurismo se fue reduciendo: sumado a la pérdida del primer orden nacional por la llegada del nuevo presidente, se agregaron las sucesivas intervenciones de sus situaciones provinciales, en donde en algunas ocasiones se llamaron a elecciones libres para elegir a sus autoridades de forma limpia. Yrigoyen no atacó de lleno al poder conservador, pero si se encargó de desmontar gran parte de su maquinaria que impedía que las provincias pudiesen elegir a sus gobernantes por libre expresión popular. No obstante, en algunas provincias el régimen aún era poderoso, especialmente Buenos Aires, Córdoba, Corrientes y Salta. La intervención al primer estado argentino decretada en 1917 fue un gran golpe para el conservadurismo.
Intervino las provincias de Mendoza y San Juan, gobernadas por opositores: el lencinismo en la primera, y el bloquismo de los Cantoni en la segunda. El 10 de noviembre de 1929 fue asesinado el senador opositor mendocino Carlos Washington Lencinas por un grupo yrigoyenista, aunque motivado por cuestiones personales. El crimen causó estupor en el país e Yrigoyen fue falsamente acusado de haberlo ordenado, aunque es poco probable que ello haya ocurrido. Carlos Lencinas estaba frontalmente enfrentado con Yrigoyen, quien había intervenido Mendoza, y acababa de ser excluido del Senado por la mayoría yrigoyenista. Ya antes del asesinato de Lencinas las acusaciones contra el gobierno tanto por parte de la prensa como por la oposición iban tomando un tinte más hostil. Según el historiador Félix Luna "algún director invisible iba ordenando el desorden. Alguien estaba sincronizando científicamente esos ruidos discordes". Para Luna "el asesinato de Lencinas era un síntoma de la atmósfera de la República". Este hecho fue explotado por la oposición en perjuicio a la imagen de Yrigoyen. Al entierro de Lencinas asistió una gran concurrencia, en Buenos Aires se realizó un acto organizado por la Liga Republicana y el Comité Acción. El Senado aprobó una interpelación al Ministro del Interior, que el vicepresiente (titular del cuerpo) se negó a transmitir. Este hecho y la tensión con los dirigente de Mendoza provocó nuevos manifiestos, nuevos actos y nuevos ataques. No obstante a los hechos de gran tensión política, en 1928 se celebraron elecciones de gobernador en Buenos Aires y la Unión Cívica Radical triunfó por 175.000 votos contra 128.000, siendo elegido gobernador Nereo Crovetto. Para fines de 1929 el senado aún no había llegado a aprobar el presupuesto de 1930.
El 24 de diciembre de 1929 a las 11:30, ocurrió un atentado anarquista contra Yrigoyen al salir de su residencia para dirigirse a la Casa Rosada. El autor del ataque fue un anarquista italiano llamado Gualterio Marinelli, que estaba en el zaguán de un hotel, irrumpió  a la vereda y disparó cinco disparos contra el automóvil en el que viajaba el presidente, impactando en el coche pero sin dar en el blanco, el atacante terminó abatido por la custodia presidencial. El presidente ordenó detenerse y descendió a media cuadra para ver el lugar del atentado, pero el público curioso y los agentes de investigaciones se lo impidieron, por lo que tuvo que regresar a su vehículo. La opinión pública comenzó a ver negativamente la nueva gestión de Yrigoyen, quien tiempo atrás transitaba por las calles sin custodia, mientras que ahora sus guardias habían matado a una persona.
El año 1930 comenzó con el asesinato de un opositor en una provincia intervenida por el gobierno, el abogado bloquista Manuel Ignacio Castellano. El 2 de marzo se llevaron a cabo las elecciones parlamentarias, en las que la Unión Cívica Radical perdió estrepitosamente en la Ciudad de Buenos Aires: frente a los 100 000 votos obtenidos por el Partido Socialista Independiente, seguidos del Partido Socialista original, con 84 000, los radicales obtuvieron solo 83 000 votos. En todo el país, la UCR retrocedió en su caudal electoral y obtuvo solo 655 000 votos, mientras que la oposición alcanzó 695 000. En el citado año Yrigoyen firmó el indulto al anarquista Simón Radowitzky, hecho que había prometido en su primera presidencia. Sin embargo, el gobierno lo deportó al Uruguay.

### Política petrolera
Yrigoyen intentó implementar una política que asegurara al Estado la gestión petrolera, pero esto fue mal visto por las oligarquías feudales que aún gobernaban algunas provincias. A ello se sumaron los intereses extranjeros, que inclusive llegaban al Senado y que impidieron que se sancionase la ley de nacionalización del petróleo. El 1 de agosto de 1930 la empresa petrolera estatal YPF decidió intervenir en el mercado petrolero para fijar el precio y romper los trust, pero el golpe de Estado de 1930 terminó truncando toda posibilidad de nacionalizar el recurso. Uno de los motivos de aquella conspiración fue la decisión por parte del gobierno radical de nacionalizar los hidrocarburos. Yrigoyen expresó en su mensaje al Congreso:

Las leyes mineras nacionales, coincidentes con principios de derecho civil adoptados por nuestro código, fueron dictadas en una época en que no podía sospecharse el valor económico y la importancia social que adquirirían en el futuro los aceites minerales o hidrocarburos industrializados y puestos en el comercio. De ahí que no introdujera una excepción dentro del régimen legal adoptado a las substancias naturales existentes en el subsuelo, distribuyendo su dominio entre la Nación y las provincias en concordancia con su soberanía política, lo que significa entregar la dirección de los enormes intereses de todo orden relacionados con el petróleo, a criterio administrativo múltiple, cambiante y frecuentemente contradictorio de catorce jurisdicciones, además de la jurisdicción federal (...) Es suficiente enunciar ese estado de cosas para comprobar sus graves inconvenientes y hasta sus peligros evidenciados ya en la alineación precipitada de concesiones por algunos gobiernos provinciales, cuyas inconsultas medidas suscitaron tan justificadas inquietudes y que, revocadas más tarde por el cambio de pensamiento emergente de la renovación de los poderes locales, han dejado tras de sí secuela de conflictos, sometidos actualmente a la competencia de la Suprema Corte de Justicia de la Nación.
Mensaje de Yrigoyen al Congreso, 1929.

Durante el corto tiempo de la segunda presidencia de Yrigoyen se llegó a reglamentar la jornada laboral de ocho horas gracias a las leyes n.º 11.544, y n.º 11.570 de normas para la aplicación de la legislación laboral.

### Elecciones legislativas de 1930
La campaña para las elecciones legislativas de 1930 estuvo signada por varios hechos de violencia. Desde febrero los incidentes se volvieron prácticamente diarios. En la localidad bonaerense de Lincoln se produjo un tiroteo entre conservadores y radicales, hubo dos muertes y tres heridos. Unos días después hubo más incidentes, como en Toledo, y en Olmos (Córdoba), en este último se produjeron tiroteos entre demócratas y la policía. En Godoy Cruz (Mendoza) los choques provocaron la detención de José Hipólito Lencinas. En la Capital Federal un comité radical fue tiroteado por tres automóviles no identificados.

### Derrocamiento

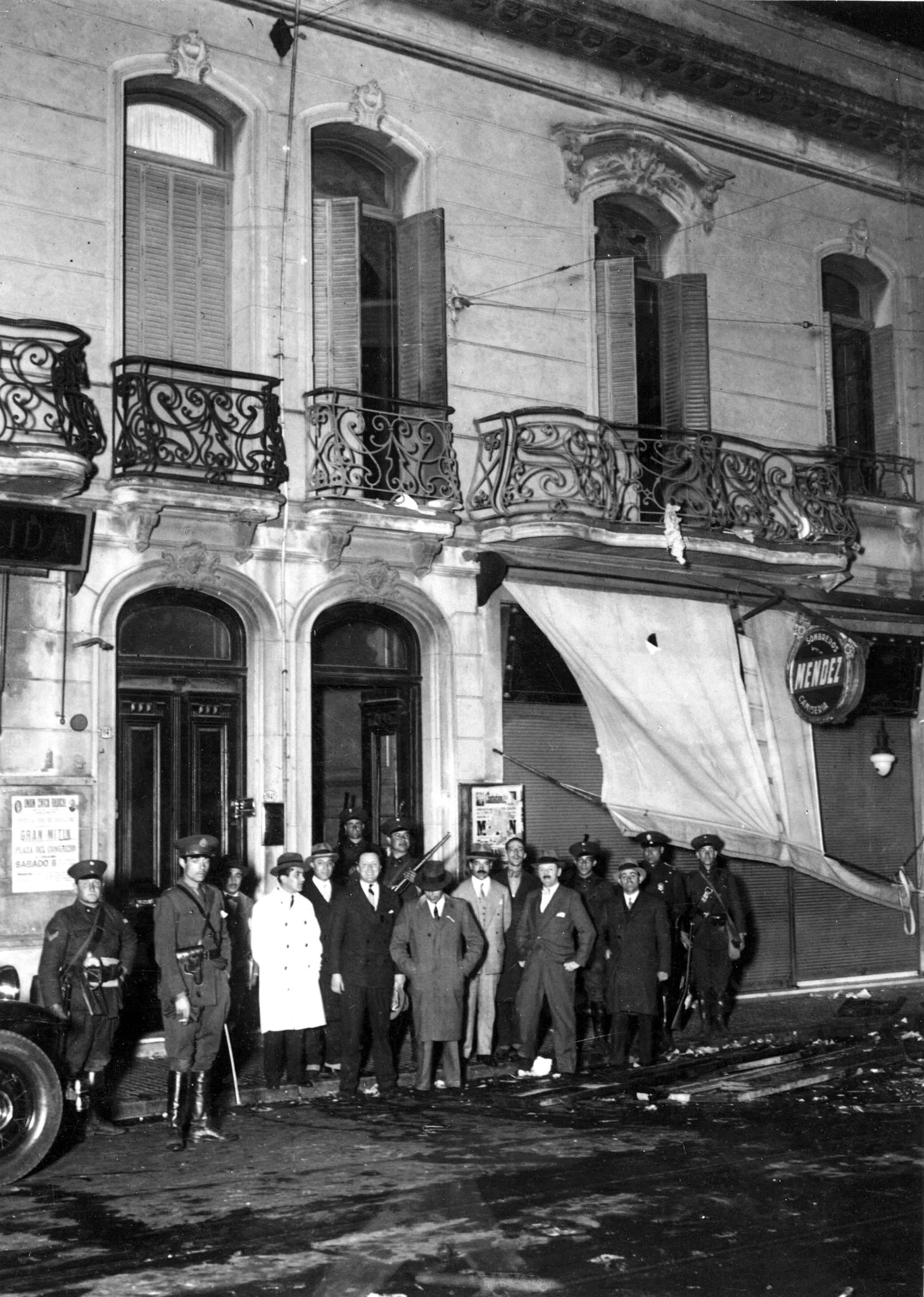
La policía custodia la puerta de la casa de Yrigoyen, en la calle Brasil 1039, luego de haber sido saqueada.

Treinta y siete días después de intervenir en el mercado petrolero, el 6 de septiembre de 1930, fue depuesto por el primer golpe de Estado de la época constitucional, apoyado por la gran prensa de las familias oligárquicas, el ejército y la oposición de la élites conservadoras. La clase media, clave para su llegada al poder, había dejado de respaldarlo tras la catástrofe económica. Durante la década de 1930, Raúl Scalabrini Ortiz argumentó que la empresa estadounidense Standard Oil había desempeñado un papel relevante en los preparativos del golpe de 1930. En su tesis afirma la existencia de una conspiración para sacar a Yrigoyen del poder y bloquear toda posibilidad de nacionalizar las fuentes energéticas. Una muestra de ello fue que Matías Sánchez Sorondo, consejero legal de la Standard Oil, fue nombrado Ministro del Interior; además, Ernesto Bosch, Octavio Pico y Horacio Varela habían desempeñado cargos en empresas petroleras británicas.

Yrigoyen combatió los propósitos de Estados Unidos. Washington espera una mayor cooperación del nuevo régimen político. El presidente argentino rehusó designar un representante aquí. Luchó contra la Doctrina Monroe.
The New York Times, 7 de septiembre de 1930.

En el curso del golpe de Estado, turbas de manifestantes ingresaron en la casa de Yrigoyen para saquearla. El general José Félix Uriburu dejó el poder dos años más tarde para permitir la llegada de un nuevo gobierno por parte del general Agustín Pedro Justo como presidente y Julio Argentino Pascual Roca como vicepresidente. La fórmula resultó elegida en medio de comicios viciados por la virtual proscripción del radicalismo, y con ello dio comienzo la denominada «década infame», caracterizada por un desenfadado fraude electoral.
El general Enrique Mosconi, quien presidía YPF, presentó su renuncia cuatro días después de producido el golpe de Estado, no queriendo ser partícipe de un gobierno golpista.
El historiador José Luis Romero sintetiza el derrocamiento de Yrigoyen -y por consiguiente el fin de la República radical- así:

El triunfo de la revolución cerró el período de la república radical, sin que Yrigoyen pudiera comprender las causas de la versatilidad de su pueblo, que no mucho antes lo había aclamado hasta la histeria y lo abandonaba ahora en manos de sus enemigos de la oligarquía. Su vieja casa de la calle Brasil -que los opositores llamaban 'la cueva del peludo'- fue saqueada, con olvido de la indiscutible dignidad personal de un hombre cuya única culpa había sido llegar al poder cuando el país era ya incomprensible para él.

## Después de la presidencia

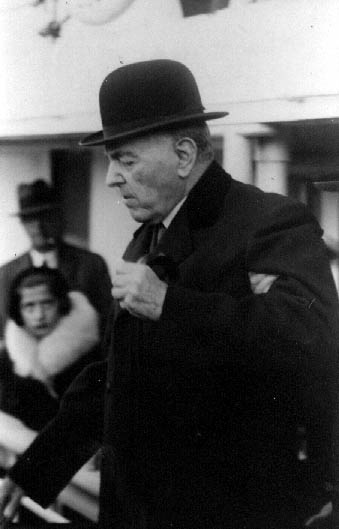
Yrigoyen regresa a Buenos Aires tras el presidio en la isla Martín García.

El golpe militar de 1930 que derrocó al presidente Hipólito Yrigoyen determinó que la Unión Cívica Radical volviese al estado conspirativo que había mantenido desde sus orígenes hasta la ley Sáenz Peña de 1912. Tanto en Buenos Aires como en las provincias -todas intervenidas-, el Ejército y la Policía mantenían atenta vigilancia sobre los dirigentes de aquel partido.
El 27 de agosto de 1931 se descubrió una conspiración radical en Tucumán. Según el Ministerio del Interior, sus cabecillas habían tratado de complicar a «algunos elementos militares», quienes los denunciaron. El jefe del movimiento era el exsenador nacional, doctor Alberto Aybar Augier, quien fue detenido. Hubo un nuevo intento el 31 de agosto, cuando otro dirigente radical, el doctor José Lozano Muñoz, trató sin éxito de sublevar la Policía y el Cuerpo de Bomberos, y terminó arrestado junto a otros implicados. Tanto Aybar Augier como Lozano Muñoz fueron puestos a disposición del Poder Ejecutivo Nacional, y enviados a Buenos Aires. Dos años más tarde, en enero de 1933, el Gobierno Nacional (ya a cargo del general Agustín Pedro Justo, tras las elecciones que la UCR execró por fraudulentas) hizo otra redada de supuestos conspiradores radicales. Detuvo a los expresidentes Hipólito Yrigoyen y Marcelo T. de Alvear y los envió a la isla Martín García. También arrestaron a Honorio Pueyrredón, José P. Tamborini, Carlos Noel, Manuel Ruiz Moreno, Miguel Tanco y Alberto Aybar Augier, y dispuso confinarlos en la remota localidad de San Julián, en Santa Cruz. Se los trasladó en barco, y permanecieron allí desde el 26 de enero hasta el 4 de mayo de 1933.
En 1932 se aprobó en el Congreso de la Nación Argentina la ley orgánica n.º 11.668 la cual puso a YPF bajo las mismas condiciones que las empresas privadas, pero además y más grave aún, era que no se le permitía importar petróleo. Mosconi había advertido la importancia de que YPF pudiera importar libremente crudo, ya que en el caso de que las maniobras de las empresas privadas actuaran contra los intereses del país, YPF podría responder a una posible demanda aumentando sus reservas comprando petróleo extranjero. Yrigoyen elevó un escrito a la Corte Suprema de Justicia denunciando la actitud entreguista en materia de petróleo.
En los últimos años Yrigoyen y Alvear habían recompuesto su relación y se veían con más frecuencia. Durante la presidencia de Alvear solo se llegaron a cruzar con motivo de la inauguración en 1925 de la bajada de Maipú y el Paseo de Julio.

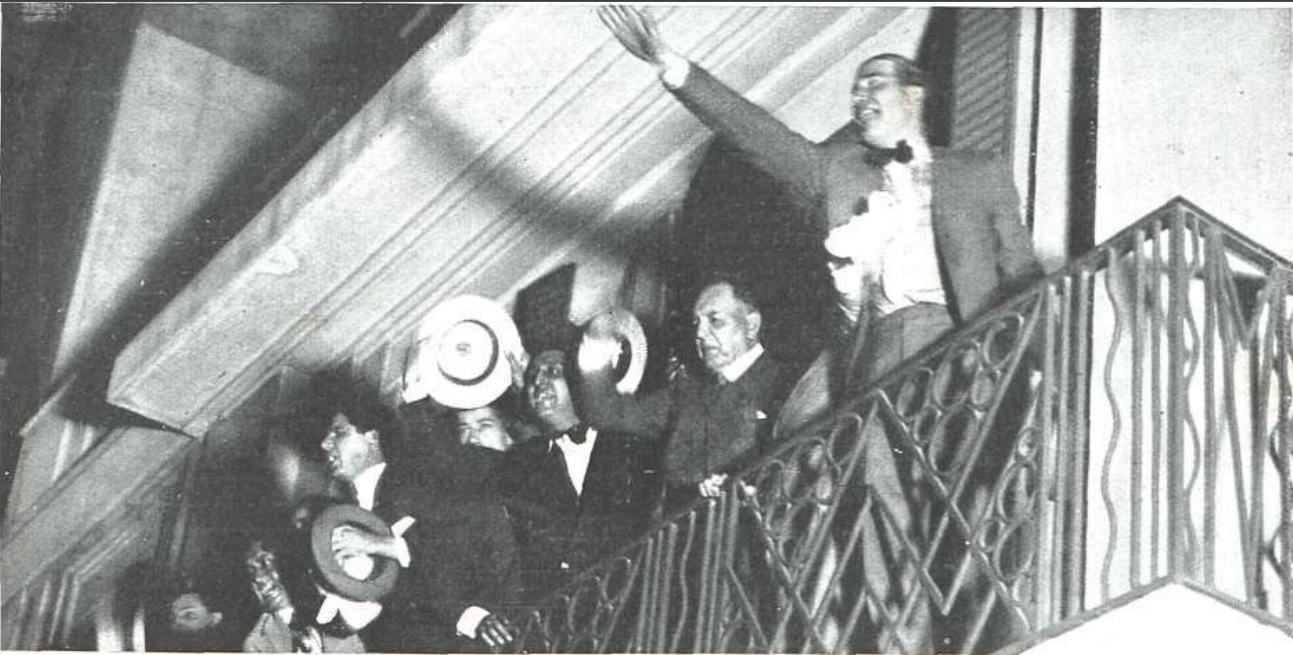
En febrero de 1932, Yrigoyen regresaba de su encarcelamiento en la Isla Martín García.

En la Ciudad Autónoma de Buenos Aires, en la calle Sarmiento 948, adosada a una de las columnas de granito que sostiene el actual edificio de catorce pisos, se encuentra una placa de bronce que reza: «En este sitio el 3 de julio de 1933 murió Don Hipólito Yrigoyen...», declarado Solar Histórico por el Gobierno de la Ciudad de Buenos Aires.

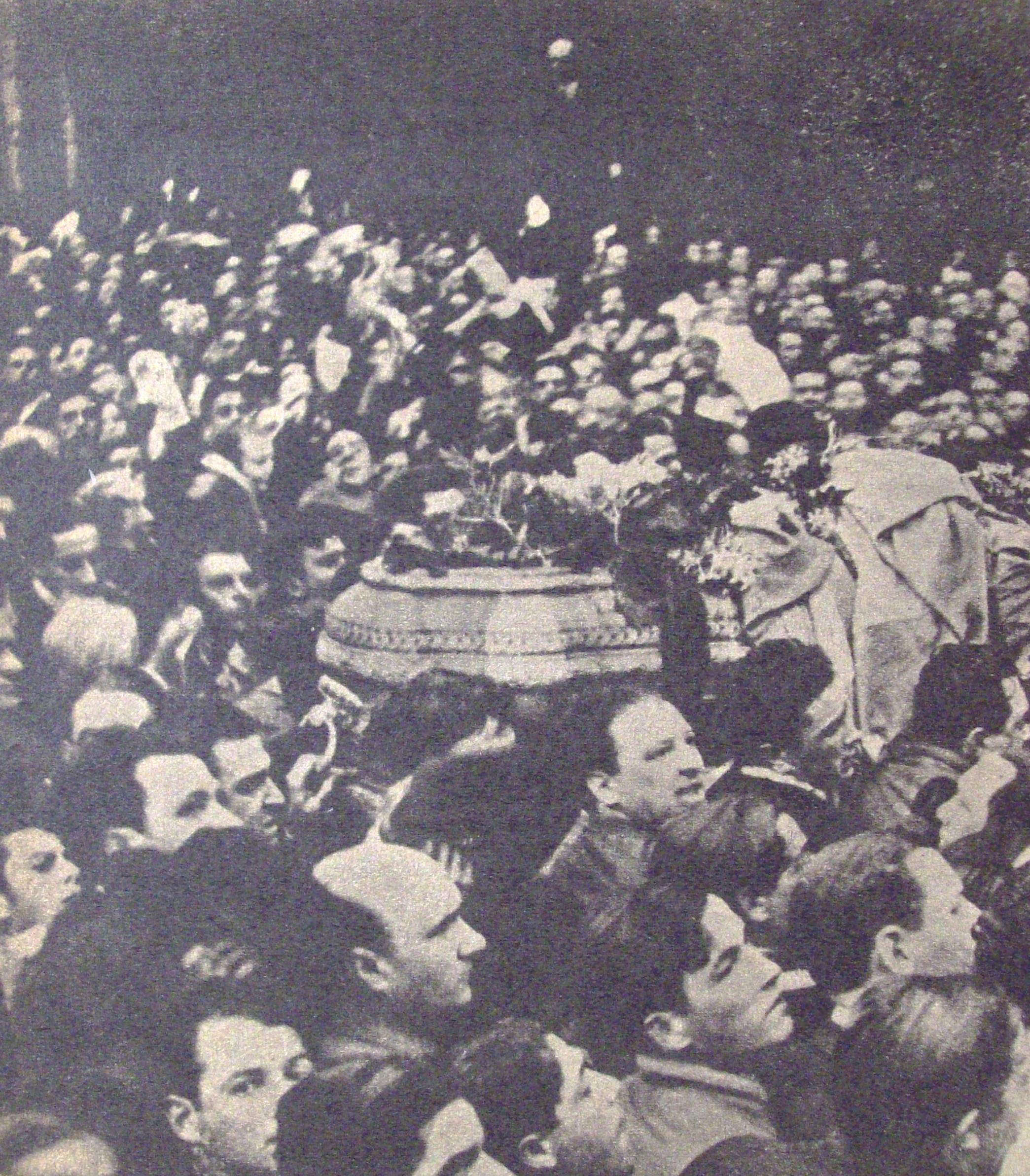
Una multitud de personas llevaron el féretro hasta el cementerio.

Una placa similar se encuentra en el cruce de las calles Brasil y Bernardo de Irigoyen, en donde estuvo hasta mediados de la década de 1970 el edificio donde Yrigoyen vivió durante su presidencia (Brasil 1039). Con la construcción de la Autopista 9 de Julio Sur, toda la manzana fue demolida y hoy en día una plaza pública ocupa el lugar de la antigua casa del presidente.
En 2016, la agrupación Movimiento Nacional Alfonsinista celebró los 100 años del primer gobierno de Hipólito Yrigoyen en un acto realizado en el microestadio de Atlanta. Del homenaje, participaron los miembros referentes de dicha agrupación Leopoldo Moreau, Gustavo López, Sergio Palazzo y Leandro Santoro. Además, el cierre estuvo a cargo de la expresidenta peronista Cristina Fernández de Kirchner. La corriente radical del kirchnerismo considera a Hipólito Yrigoyen el primer presidente popular en la historia del país.

## Personalidad

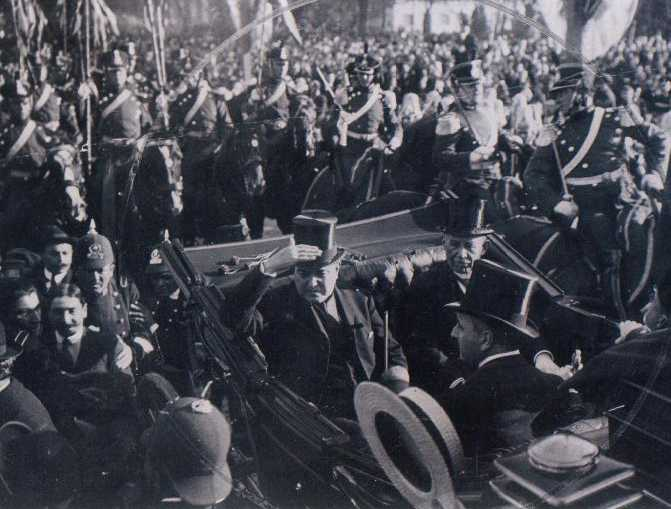
Yrigoyen haciendo su característico saludo a la gente.

La personalidad de Hipólito Yrigoyen es uno de sus rasgos más distintivos y recordados. Inspirado en la filosofía del krausismo, que en política velaba por el sufragio universal, mientras que en términos individuales, por una mayor austeridad y filantropía. Yrigoyen seguiría tales consignas, además de abogar por la democratización, y por el otro lado adoptando un estilo personal sobrio hasta la severidad. Sus hábitos sociales también cambiarían, no asistía a fiestas, banquetes, no iba al teatro, no bebía  ni fumaba, y tampoco había adoptado la costumbre de otros hombres poderosos de viajar a Europa, continente que nunca visitó en su vida. Existen contados y escasos registros de discursos públicos hechos por él, no le agradaba mostrarse en público, y las pocas veces que iba a actos se retiraba rápidamente. No le gustaba ser fotografiado (existen unos pocos retratos fotográficos de su juventud). Se le criticó no ir al Congreso a leer sus mensajes anuales, siendo ello un signo de “desprecio por la representación pública”. También se le reprochó su poca exhibición pública, estando gran tiempo recluido en su casa de la calle Brasil. Pese a lo mencionado, Yrigoyen fue una de las personalidades políticas argentina con más transcendencia entre las masas.
A lo largo de su vida emprendió numerosas acciones solidarias aun cuando su situación económica no era la más solvente, ya sea donando sus sueldos al Hospital de Niños o regalando sus trajes hechos por sastres a las personas más necesitadas.Al ser proclamado candidato a presidente, renunció a los sueldos correspondientes a su cargo  y los donó a la Sociedad de Beneficencia, hecho que repitió en 1928.
Su austeridad lo llevó a vivir en barrios humildes, como dice David Rock:

Este hábito y el apartamiento en el que vivía le valieron el apodo de El Peludo.

Ese apodo surgió también de su costumbre de emprender largas caminatas por la ciudad, generalmente de noche y en muchas ocasiones en compañía de algún correligionario como Marcelo T. Alvear, Delfor del Valle o José Camilo Crotto, con quienes solía hablar de política. No bebía ni fumaba, a excepción de media botella de champán que tomaba ya que el dióxido de carbono mejoraba su digestión. Aun cuando era un exitoso estanciero, siguió viviendo en su misma casa de la calle Brasil con su hija Elena y su secretaría. Su hogar no contaba con calefacción ni muebles lujosos, y rechazó inmuebles ofrecidos cuando asumió su primer puesto de legislador.[cita requerida] Siempre era llamado por su apellido y pocos amigos muy íntimos se dirigían a él por su nombre de pila, como Marcelo T. de Alvear y Fernando Saguier, pero no lo tuteaban. No hablaba mal de otras personas (ni políticamente hablando), y cuando alguien lo hacía, él no intervenía en la conversación. Si alguien por algún motivo no le caía bien, no lo despachaba públicamente con malos comentarios: sencillamente dejaba de recibirlo, o pronunciaba mal su apellido en público.
Cuando era profesor, solía comprar los libros que los alumnos no podían adquirir. Así mismo, en una ocasión una profesora tuvo que faltar varios meses por enfermedad, Yrigoyen le pagó los sueldos por los correspondientes meses. Este tipo de acciones siempre las emprendió anónimamente, en este caso prestando fondos al ente escolar para que este le pagara los salarios a la profesora. Durante sus presidencias los gastos de representación de la residencia no superaron los mil pesos diarios, y solo usó dos coches viejos ya existentes en la casa de gobierno para desplazarse. Además siguió viviendo en su casa de la avenida Brasil "lujosa solamente en libros y sol", y rechazó toda morada ofrecida por su título de presidente. Al asumir el gobierno ordenó que se retiraran los retratos con su efigie que decoraban algunas oficinas públicas. Los gastos de la Presidencia como repartición eran ínfimos. Además, por modalidad personal, no usaba ventilador, calorífero ni teléfono. En su despacho no se convidaba a los visitantes con cigarrillos, licores o café, como era costumbre antes. El único regalo que admitía de sus visitantes o admiradores eran flores, las rosas rojas eran las predilectas.
Yrigoyen mantuvo una intensa vida afectiva, pero siempre marcada por la reserva que lo caracterizó. Nunca reconoció tener otros hijos, aunque se sabe que tuvo muchos más, al menos seis, aunque, según las investigaciones planteadas en Los amores de Yrigoyen de Araceli Bellota, habría tenido cinco hijos. La de mayor edad era Elena, que era hija de Antonia Pavón (la criada de su tía Tomasa Alem, la cual vivió un período en la casa familiar). Los tres siguientes, Sara Dominga, un hijo que falleció luego de nacer y Eduardo Abel con Dominga Campos, hija del comandante Pedro Campos (acompañó a Roca en la Conquista del Desierto), que estaba en desacuerdo con que su hija fuera pareja del caudillo. Su último hijo fue Luis Hernán, nacido el 7 de marzo de 1897, fruto de su relación con Luisa Bacichi. Si bien Yrigoyen nunca se casó y ni siquiera convivió con Antonia y Dominga, estaba en contra de la ley de divorcio, ya que sostenía que la familia era la base que sostenía al país. También se ha señalado que posiblemente tuvo relaciones con profesoras y alumnas. Pero nunca contrajo matrimonio.

## En la cultura popular
El cineasta y animador ítalo-argentino Quirino Cristiani produjo dos largometrajes animados en forma de sátira a Yrigoyen -que a su vez fueron los primeros en el mundo de esta especie- El apóstol y Peludópolis de 1917 y 1931 respectivamente. Actualmente, ambas películas son material perdido.
Existe una leyenda que ha sido desmentida por algunos sectores del radicalismo, según la cual, durante la segunda presidencia, una persona se encargaba de leer el diario para el presidente, pero pasaba por alto las críticas que se hacían a su gestión de gobierno y a la crítica situación que atravesaba el país por la crisis del 29. Otras versiones afirman que el entorno del presidente mandaba imprimir periódicos ficticios para que el presidente leyera solo "buenas noticias".
Se ha sugerido que el rumor pudo haber sido inventado por Natalio Botana, fundador del diario Crítica, quien era acérrimo detractor del gobierno de Yrigoyen. En una charla durante la apertura de la cátedra libre Hipólito Yrigoyen en la Universidad Nacional de La Plata, Hipólito Solari Yrigoyen desmintió la leyenda con dos argumentos: en primer término se decía que el presidente leía (o le leían) una versión "revisada" de La Prensa, cuando él leía La Nación; en segundo término, en esa época los diarios se imprimían con tipografía y era imposible que dos diarios tuvieran la misma.
Desde otra óptica, Teresa Sandoz sugiere que para algunos periodistas citar el diario de Yrigoyen es a veces apelar a una figura metafórica, refiriéndose a cuando el entorno de un dirigente lo mantiene aislado de las noticias que pueden molestarlo.
En 2013 se estrenó El Diario del Peludo, una obra de teatro interpretada por Fito Yanelli y Victorio D' Alessandro bajo la dirección de Gonzalo Demaría.

## Legado
Su perfil laborista  y sus políticas respecto a los derechos del trabajador marcaron un rumbo en la economía nacional; por otro lado, su resistencia a la intervención de las grandes potencias en la austera economía argentina y la neutralidad de su gobierno durante la Primera Guerra Mundial, heredada de Victorino de la Plaza, fueron sumamente importantes para el posterior desarrollo diplomático de la República.[cita requerida] Varios grupos y movimientos de la mayor parte de los partidos políticos argentinos han reivindicado la herencia política de Hipólito Yrigoyen, en un espectro conocido como yrigoyenismo. El conde Hermann Graf Keyserling se refirió a él como “conductor de una revolución sin sangre, que había cambiado fundamentalmente la fisonomía moral de su pueblo”, atribuyendo esto a “la magnanimidad del fondo del alma argentina” y a la “evangélica contextura de reformador de su jefe”. Enrique Gómez Carrillo había dicho “si yo tuviera el honor de ser argentino, probablemente no sería radical, pero de seguro sería partidario de Yrigoyen”. Gonzalo Bulnes lo veía como “una gran figura americana, la más grande de su tiempo”.
Entre estos grupos puede mencionarse a FORJA, creada en 1935; el Movimiento Intransigente y Renovador de la UCR, creado en 1945; el propio Juan Domingo Perón, que en más de una oportunidad reclamó una línea popular Rosas-Yrigoyen-Perón. También la reivindicaron algunos socialistas, como Guillermo Estévez Boero o Hermes Binner, o comunistas como Rodolfo Puiggrós, entre otros.
En 2005, a través de la ley n.º 26.040, el Gobierno argentino de Néstor Kirchner creó el Instituto Nacional Yrigoyeneano, figura jurídica con la que continuaría una institución creada en 1948, cuyo presidente es el exvicepresidente argentino Víctor Martínez.

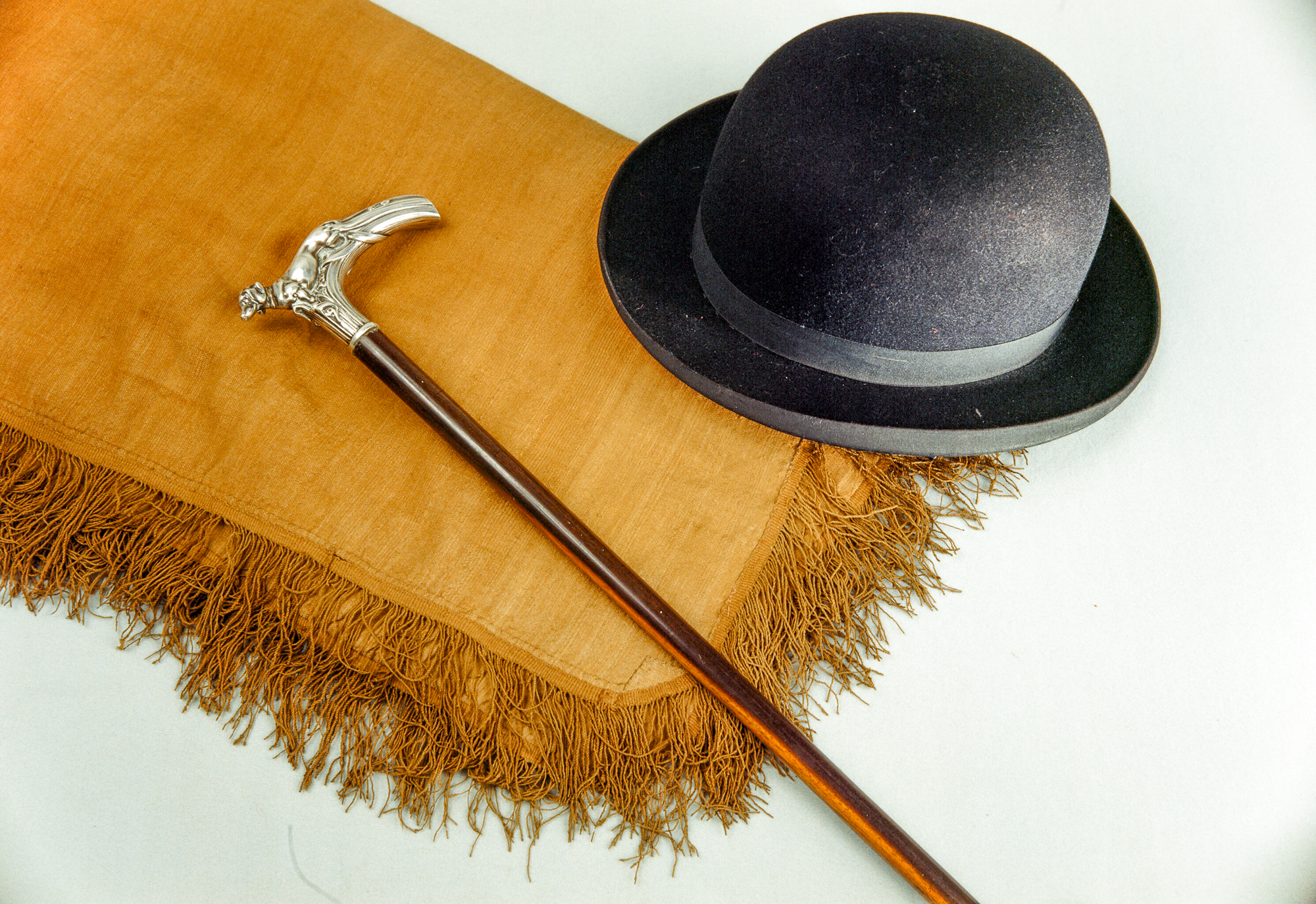
Poncho, bastón y bombín de Yrigoyen en el Museo del Bicentenario.

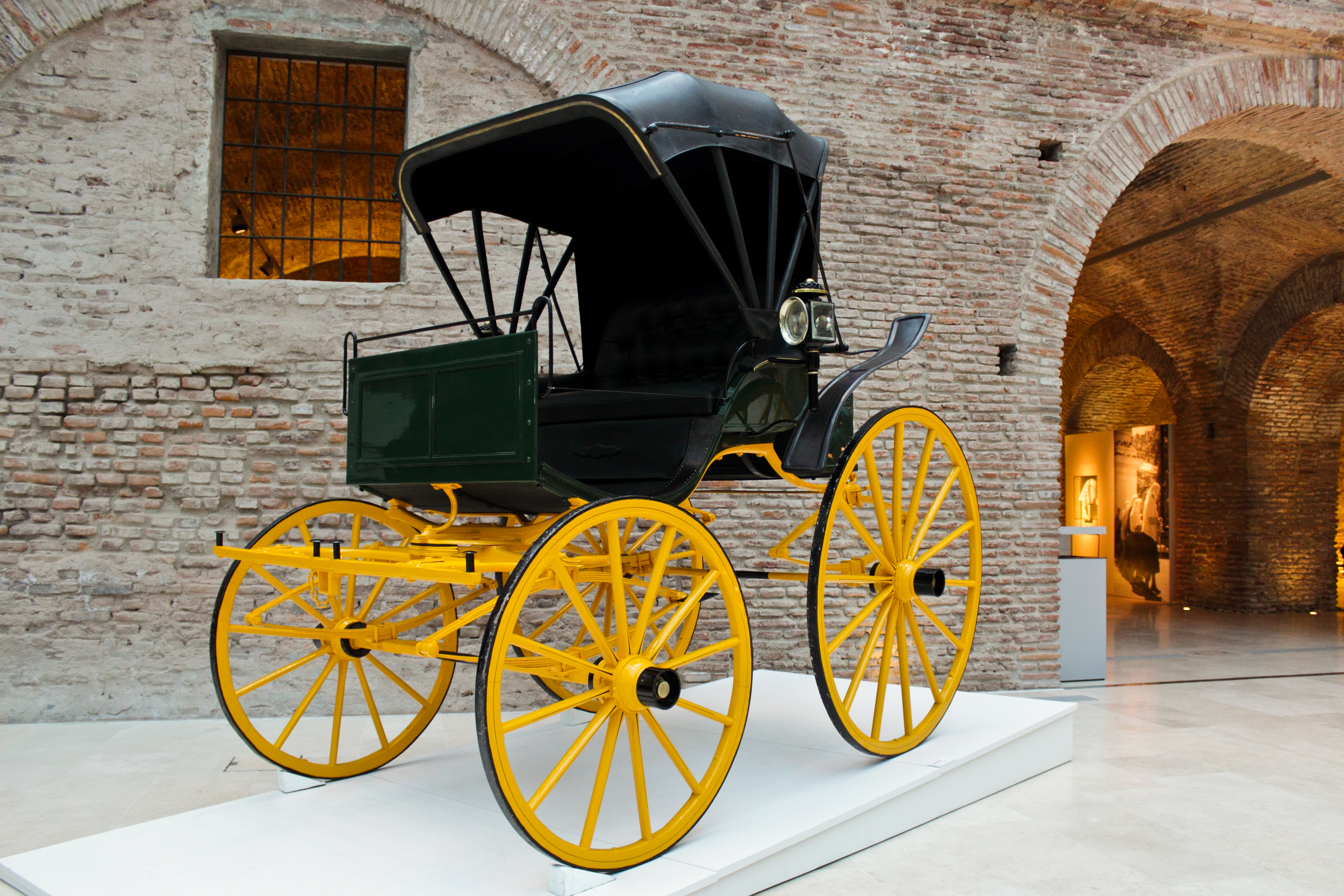
Carruaje faetón de Yrigoyen en el Museo del Bicentenario

La política educativa desarrollada durante las presidencias de Hipólito Yrigoyen devolvió la mirada democrática sobre la escuela, transformó los vínculos pedagógicos y revió el concepto de niñez.
Durante esos períodos tuvieron lugar grandes cambios: se crearon más de 50 colegios, entre ellos nacionales, industriales, comerciales, y de artes y oficios; el nivel de analfabetismo se redujo considerablemente; comenzó a darse importancia a escuelas técnicas, de oficios y de adultos, con el ideal de lograr una educación para el trabajo; se impregnó la educación de la nueva corriente conocida como Escuela Nueva, intentando modificar los rituales y métodos de enseñanza tradicionales usados hasta la fecha.
En este último sentido, hubo una gran reforma en las escuelas primarias conocida como Reforma Rezzano, la cual, respetando la ley n.º 1420 de Educación Común y siguiendo algunas líneas ideológicas de la Escuela Nueva, colocó en el centro del proceso educativo al niño y sus intereses, e instauró la enseñanza a través de la vivencia y la experimentación; basándose en los conceptos pestalozzianos, se organizaron los contenidos según su naturalidad y se colocó el juego y lo lúdico en un lugar de privilegio en el proceso de enseñanza-aprendizaje.
En la enseñanza superior se produjeron grandes cambios con la denominada Reforma Universitaria, que comenzó en Córdoba en 1918 (hogar de la universidad más tradicional y antigua) y dejó sentados cambios trascendentales que se explican a continuación muy sencillamente:
Autonomía universitaria: de allí en adelante las políticas internas de la Universidad serían completamente autónomas de los gobiernos de turno, y la Universidad se regiría por sí misma.
Libertad de cátedra: se respetarían los contenidos y el currículo de cada materia o área, pero cada profesor podría elegir el modo de abordar la temática y los autores que se consultarían.
Cogobierno: la toma de decisiones ya no sería exclusiva de las autoridades, sino que intervendrían en ella los alumnos, docentes y personal no docente. Esta forma de actuar fue creada e implementada aquí en Argentina, y luego sería copiada por varios países de Latinoamérica.
Sin embargo, Yrigoyen no logró consolidar su propuesta pedagógica. Esto se debió en gran medida a que carecía del apoyo de gran cantidad de docentes (quienes, a pesar de los avances de este gobierno, se encontraban con varias demandas insatisfechas), y a que no pudo luchar contra la clase oligarca (dueña de los campos), la cual, arraigada al modelo económico agroexportador del momento, no estaba dispuesta a perder poder ni riquezas apoyando la educación de sus trabajadores.
De este modo, la educación en este período se enfrentó a los entonces acérrimos  opuestos positivismo y tradicionalismo, pero no perdió sus bases, e intentó un cambio en la relación educación-trabajo, pero ambos se mantuvieron finalmente por caminos separados.

## Descendencia
Fuente.
- Juan Hipólito del Sagrado Corazón de Jesús (13/07/1852-03/07/1933), formó pareja con Antonia Pavón (26/02/1852), tuvieron dos hijos:

1. Helena (02/09/1872-05/07/1945)
2. Hipólito (1874-22/04/1880)

- Juan Hipólito del Sagrado Corazón de Jesús Yrigoyen formó pareja con Dominga Campos (29/11/1859-14/11/1890), tuvieron cinco hijos:

1. María Luisa (09/1877-189?)
2. Dominga (24/11/1878-23/06/1879)
3. Hipólito (15/11/1879-1880)
4. Eduardo Abel (27/10/1880-03/08/1945)
5. Sara Dominga (26/01/1882-16/06/1970)

- Juan Hipólito del Sagrado Corazón de Jesús Yrigoyen formó pareja con Luisa Bacichi (11/03/1855-12/07/1924), tuvieron un hijo:

1. Luis Irigoyen (7/03/1897-10/03/1977) casó con María Paula Kurth (1899-1989), tuvieron un hijo:

- - Raúl Hipólito (1919-1994) casó con Anne Marie Simpson (07/07/1921-06/09/1973), tuvieron dos hijos:
    - Juan Carlos Hipólito (05/09/1949) casó con Beatriz Estela Sidders (13/05/1949), tuvieron dos hijos:
      - María Agustina (24/08/1982)
      - Juan Hipólito (10/06/1984)

    - María Mercedes (18/09/1952) casó con Colin Munro Campbell (05/05/1951), tuvieron tres hijos:
      - Colin (1976) casó con Lorena Gonzáles.
      - Rodrigo (1978) casó con María Guadalupe López
      - Alejandra (1980) casó con Ezequiel Bettatis (1977), tuvieron dos hijos:
        - Justina (2003)
        - Federica (2005)

      - Alejandra Campbell formó otra familia con Sebastián Grandinetti (1975), tuvieron dos hijos:
        - Mora (2009)
        - Lara (2013)